# Quartiere di Porta Monacisca
Il Quartiere di Porta Monacisca o di San Giovanni (dalla presenza di un'antica chiesa dedicata al Battista, patrono dei Templari), è uno dei rioni storici di Chieti.
Il quartiere occupa la parte est del centro, lungo il Corso Marrucino, partendo da Piazza Giangabriele Valignani, ex Largo del Pozzo, e continuando sino al Piano Sant'Angelo in Piazza Matteotti. Deve il nome alla strada di Porta Monacisca, ingresso delle mura che si trovava pressappoco dove si trova la nuova chiesa di Materdomini (1959), accessibile dall'ex Porta Sant'Andrea (Piazza Trento e Trieste) percorrendo via Principessa di Piemonte. 
Il quartiere  è delimitato da una strada stretta che funge da corso principale: via Materdomini, accompagnata a via dello Zingaro (poi rinominata via Cesare De Lollis). Ad ovest confina con il quartiere Terranova o di Porta Sant'Anna, delimitato da Via Arniense.

## Storia

Stemma dei Cavalieri di Malta, i cavalieri avevano una chiesa nel quartiere, in Largo del Pozzo

Il quartiere si ipotizza fosse popolato già dall'epoca romana, per la presenza di vari sepolcri lungo l'antica Via Ulpia (il Corso Marrucino all'altezza di San Francesco d'Assisi), durante i lavori di allargamento della strada alla fine dell'800; tuttavia durante l'occupazione longobarda e franca si ha il primitivo nucleo attorno alla chiesetta di Santa Maria "Materdomini", purtroppo andata danneggiata coi bombardamenti della seconda guerra mondiale,e  pertanto ricostruita daccapo nel 1959. Infatti da qui si accedeva a Porta "Monacisca". La porta si trova lungo il perimetro murario sud-orientale, ha questo toponimo perché introduceva alla strada da cui si accedeva alla parte orientale di Largo del Pozzo, dove si trovava il monastero di San Giovanni dei Cavalieri Templari di Malta.
Non si sa molto del complesso, fatto sta che nell'Abruzzo Ulteriore aveva contatti con il monastero dei Cavalieri di Gerusalemme a Pescara, infatti qui esisteva la chiesetta di Santa Gerusalemme, a pianta circolare, demolita definitivamente nel 1892, vi sono dei resti lungo il viale G. D'Annunzio (sagrato di San Cetteo), un altro monastero dei Gerosolimitani si trovava a Vasto, all'altezza della chiesa del Carmine, sul corso Plebiscito.
Fatto sta che il monastero fu soppresso dopo l'Unità d'Italia, e la chiesa fu demolita nel 1876 insieme ad altre abitazioni che impedivano un diretto collegamento della via Ulpia con il Largo del Pozzo e il resto del corso Marrucino (allora detto corso Ferdinando Galiani).

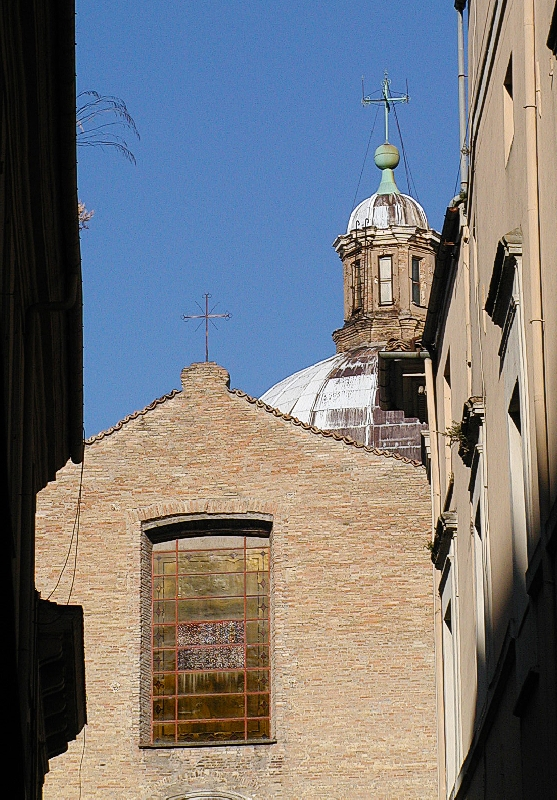
Scorcio del cupolone di San Francesco al Corso da via Chiarini

Tuttavia a Chieti il Sacro Ordine dei Cavalieri di Malta si è ricostituito immediatamente, benché non goda dei privilegi precedenti all'Unità d'Italia, partecipa ogni anno all'organizzazione della processione del Cristo morto, e ha sede in un palazzo in Piazza Malta, anticamente detto Largo Mercatello, dove da secoli si svolge il mercato ortofrutticolo settimanale.
Dunque il quartiere ha visto gran parte delle modifiche urbane proprio nell'area di Largo del Pozzo, attuale piazza Giangabriele Valignani e nella via Ulpia; già nel 1818 veniva inaugurato sopra l'ex complesso dei Gesuiti, voluto da Alessandro Valignano di Chieti, il teatro regio "San Ferdinando", poi teatro Marrucino, l'ex monastero accanto, su via de Lollis, era divenuto un palazzo, residenza dei Martinetti Bianchi.
Quanto alla via Ulpia, molte abitazioni antiche vennero distrutte, è possibile vedere come fosse la strada, in alcune fotografie storiche, la strada era più stretta rispetto all'attuale, vi erano modeste abitazioni, di interesse solo la casa de Horatiis, sopra cui fu eretto il Palazzo Henrici e parte della porzione retrostante del Palazzo d'Achille, sede comunale di Chieti. La chiesa di San Francesco al Corso aveva l'accesso introdotto solo da tre gradini di una semplice scalinata, quando il livello del terreno fu abbassato, secondo il piano regolatore, per permettere un più facile collegamento con piazza Duomo mediante via Chiarini, con Largo del Pozzo e con via Arniense, i 7 metri di altezza tolti richiesero la costruzione dello scalone monumentale da parte dell'architetto Scaraviglia, realizzata davanti all'ingresso del portale barocco.
In sostanza il resto del rione non ha visto profonde modifiche, se non l'area della storica chiesa di Santa Tecla, poi di Materdomini (via di Porta Monacisca), la chiesetta fu danneggiata dai bombardamenti bellici, e venne ricostruita in forme più grandi nel 1959 in stile moderno.

### Cambiamenti urbani nell'Unità d'Italia
L'area del Trivigliano tra Porta Pescara e Fonte Vecchia rimase in mano ai militari, con l'istituzione della caserma Pierantoni presso il convento di Santa Maria, in modo da controllare i traffici provenienti dal porto di Pescara. Tuttavia proprio questo collegamento con Pescara nella prima metà dell'Ottocento aveva fatto percepire possibili spiragli di un futuro economico più prolifico. Intanto nel 1847 Ferdinando II delle Due Sicilie proponeva di dislocare la colonna mobile d'artiglieria dall'Aquila a Chieti, per acquartierarla proprio nell'ex convento dei Cappuccini a Porta Sant'Anna; ma alla fine si scelse per il terreno più vasto e aperto dell'ex monastero di Sant'Andrea degli Zoccolanti, che divenne la caserma Bucciante con annesso ospedale militare.
Le ragioni militari sembrarono insomma, sino almeno agli anni Settanta dell'Ottocento, prevalere sui quelle comunali, dato che sulla neonata Piazza Garibaldi fuori Porta Sant'Anna, venne eretta anche la Caserma "Vittorio Emanuele II" (oggi dedicata a F. Spinucci), e bisognerà attendere nel 1885 il piano Pomilio, essendo decaduto il piano Vigezzi-Spatocco. La militarizzazione dei conventi all'interno delle mura riguardò i monasteri del Carmine (presso la Civitella - chiesa di Santa Maria in Civitellis), degli Zoccolanti (Sant'Andrea), dei Cappuccini (San Giovanni Battista), dei Domenicani (chiesa di San Domenico, definitivamente sostituita nel 1913-14 dal Palazzo della Prefettura su Piazza Umberto I e dal Palazzo Provinciale lungo il corso Marrucino), dei Paolotti (chiesa di San Francesco di Paola con il convento adibito a carcere), dei Gesuiti (chiesa di Sant'Ignazio trasformata nel 1818 nel teatro "San Ferdinando" poi Marrucino, e l'ex Collegio adibito a struttura civile, il Palazzo Martinetti-Bianchi), delle Clarisse (chiesa di Santa Chiara su via Arniense, con l'ex convento oggi comando dei Carabinieri) e degli Scolopi (chiesa di San Domenico Nuovo al corso Marrucino, con accanto il convitto regio "Giovan Battista Vico").

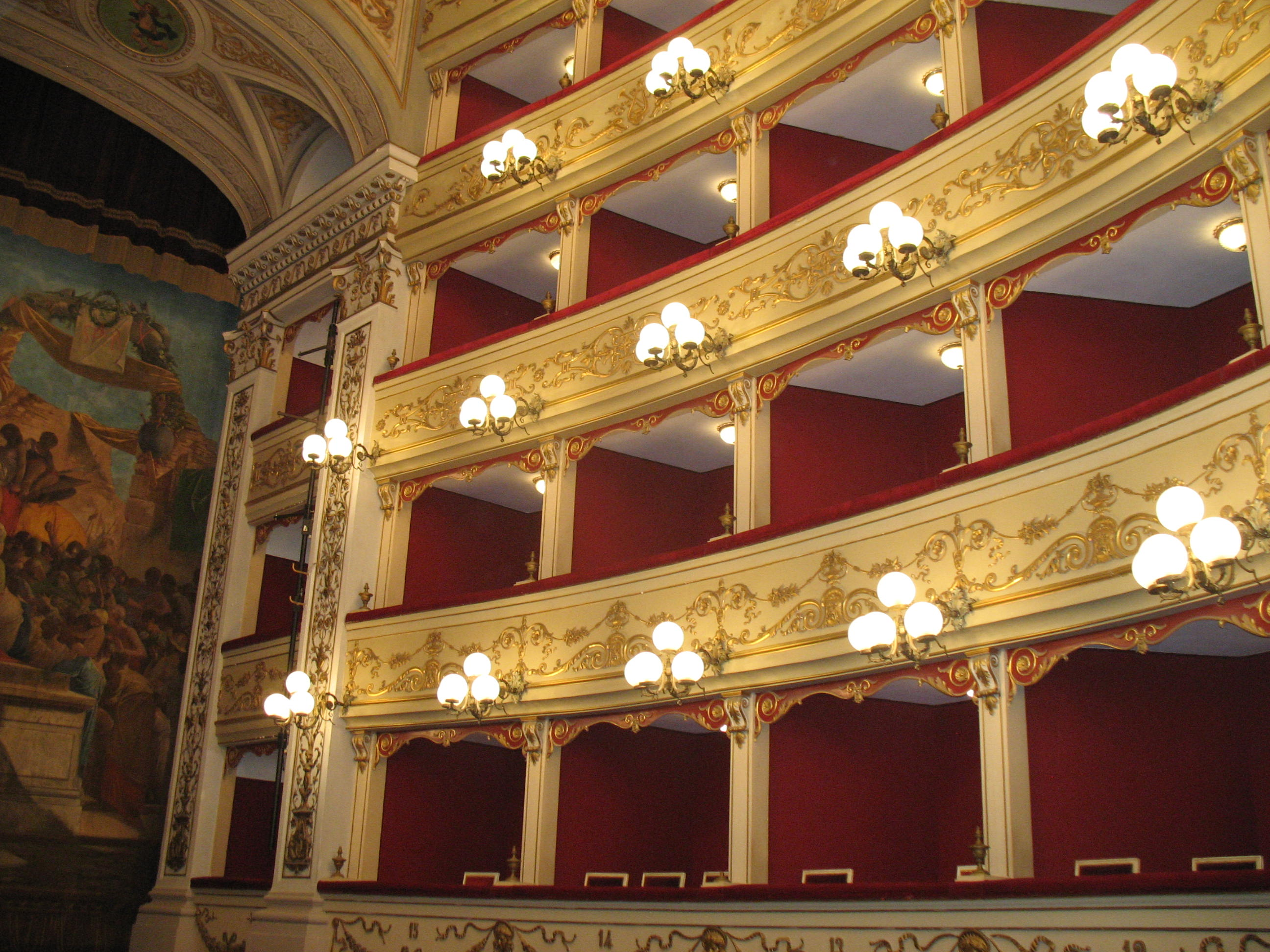
Interno del Teatro Marrucino

Il capitolo riguardo alla soppressione dei conventi fu chiuso nel 1848 dal vescovo Francesco Saverio Bassi, dopo un malaugurato incidente avvenuto nell'ex convento dei cappuccini, che rischiò di scatenare una repressione anti-liberale da parte dei piemontesi. Lo stesso vescovo assunse posizioni contrastanti nell'ambito clericale teatino, poiché nel 1813 aveva acconsentito a sconsacrare definitivamente la chiesa di Sant'Ignazio per i lavori di realizzazione del teatro pubblico. Il vescovo seguente Giosuè Maria Saggese si adoperò per l'ampliamento del seminario diocesano su Corso Marrucino e via Arniense e per modificare la Cattedrale, essendo cessate le attività edilizie dei principali monasteri. Lo storico Palazzo Valignani di proprietà diocesana affacciato su Piazza Vittorio Emanuele (ossia San Giustino) venne riutilizzato come sede municipale, mentre nel 1843-46 veniva riadattata la torretta della Porta Sant'Andrea, venendo inglobata nella chiesa della Trinità, mancando il progetto di ricostruzione in forme neoclassiche e monumentali. Nel 1853 venne demolito anche il portello di San Nicola, che si trovava all'ingresso del corso Galiani (oggi Marrucino) venendo da Piazza della Trinità, collegato al Palazzo Tabassi e alle varie casupole che si erano andate a realizzarsi sull'area della fiera dell'anfiteatro (area comunemente detta Fiera Dentro per distinguerlo da Fiera Fuori dell'anfiteatro sulla Civitella).
Nel 1875 lungo il corso venne fondato l'Istituto per orfani "San Camillo de Lellis", nobilitando questa parte di costruzioni civili a un piano unico.

### L'avvio della città verso la moderna borghesia
In questi anni venne adeguato anche il corso Galiani, che seguiva l'antico tracciato Marrucino romano, ma era spezzettato in più punti dalla disorganicità delle case (oggi quasi del tutto sparite per la costruzione negli anni '20 dei palazzi neoclassici), e nell'area del Piazzale Giovan Battista Vico troncato dal campanile degli Scolopi della chiesa di Sant'Anna. Nel 1863 si propose la demolizione della chiesa di San Domenico vecchio del XIII secolo, antica gloria dei Padri Domenicani, per lasciar maggiore spazio al corso Galiani, che nell'attuale Piazzetta Martiri della Libertà (dove si affacciano l'ex CariChieti e l'ingresso del Palazzo de' Mayo), si restringeva notevolmente, impedendo quasi il passaggio delle carrozze. Il progetto di demolizione però venne avviato solo nel 1913-14. Il sacrificio della chiesa di San Domenico ha dimostrato il primo atto della riqualificazione totale del corso Marrucino per la ragion di stato di ammodernamento della città, come segno di rifiuto e di distacco dall'antico e disorganico impianto rinascimentale-barocco. Il collegamento all'altezza di Largo Mercatello, il ridisegno della facciata del palazzo arcivescovile su Largo del Pozzo, il rifacimento totale del vecchio Palazzo Valignani per lasciar posto alla Banca d'Italia, la demolizione della chiesa di San Giovanni Gerosolimitano nel 1876, la sistemazione della scala monumentale davanti a San Francesco d'Assisi sono solo dettagli di questa vasta operazione urbanistica.

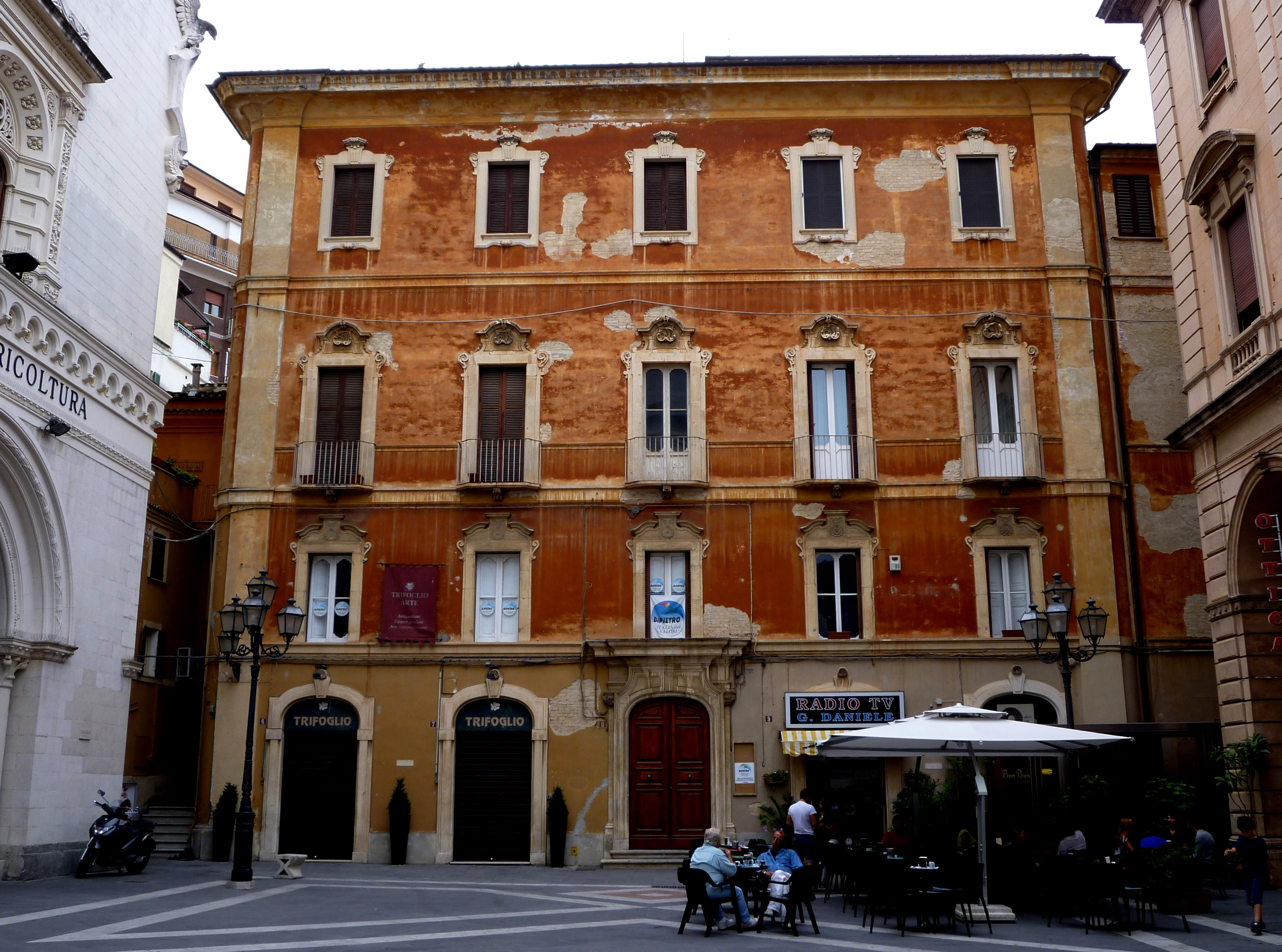
Palazzo Fasoli, unico elemento superstite del rifacimento di Piazza Giambattista Vico

In questo secolo scomparvero, oltre alla chiesa dei Cavalieri di Malta, anche le piccole Sant'Antonio a Porta Sant'Anna (1822) e di Sant'Eligio (1860), che doveva trovarsi presso il Piano Sant'Angelo (oggi Piazza Mettotti), come suggerisce l'omonima via. In questi anni nella periferia si andò realizzando l'espressione della nobile o altoborghese villa rustica, il cui archetipo è il Palazzo baronale di Federico Valignani a Torrevecchia Teatina. Le più rappresentative sono Villa Obletter e Villa Mezzanotte a Santa Filomena; dall'altra parte con l'arrivo del turismo balneare sempre d'alta classe, i signori della città andarono a realizzare le loro case presso Francavilla al Mare, che attirò anche progettisti di rilievo quali Antonino Liberi, che nel 1888 realizzò il Kursaal "Sirena", andato distrutto poi nel 1934-44; dall'altra parte anche Castellammare Adriatico, più di Pescara (i due comuni separati dal 1807 si riunirono con la legge regia del 1927), subì questa massiccia ondata di costruzioni gentilizie di gusto eclettico, per la potenzialità del turismo balneare.

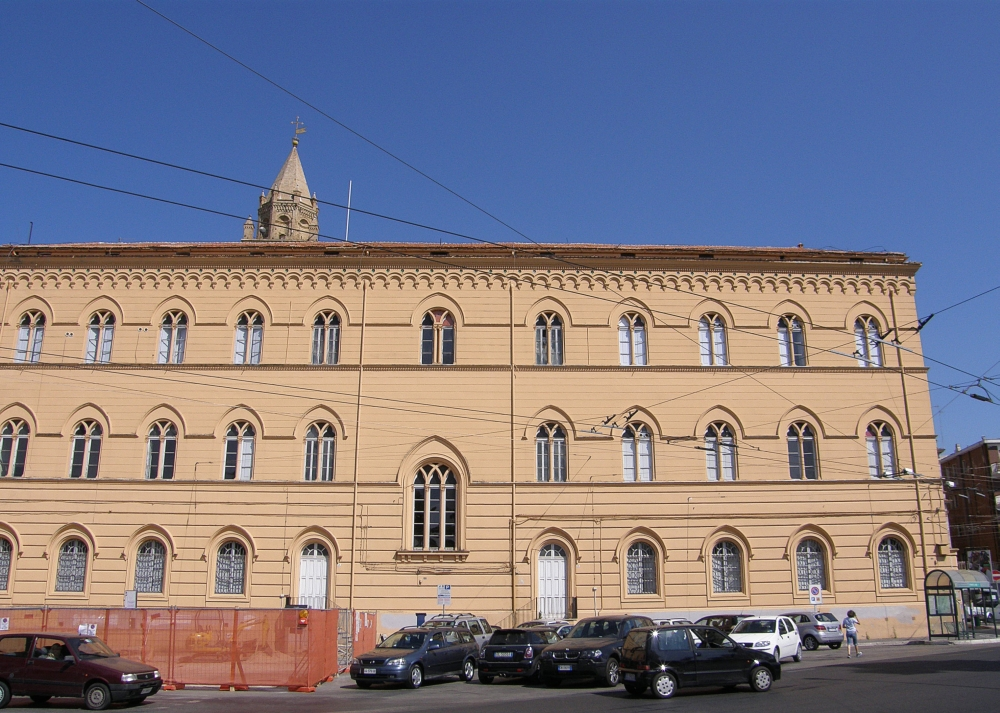
Palazzo di Giustizia in stile neogotico (anni '20), in Largo Cavallerizza

Nel XIX si provvedette come detto all'accomodamento del corso Galiani, che tra il palazzo arcivescovile e il palazzo dell'Università (dei Valignani - Banca d'Italia) in Largo del Pozzo si biforcava verso via degli Orefici (via Pollione) e via dello Zingaro (via C. de Lollis) verso la zona della Terranova, dopo il Piano Sant'Angelo, impedendo un collegamento diretto con Porta Pescara, che si trovava al termine di viaa Toppi, dopo l'incrocio del corso Galiani a nord con via Arniense, all'altezza del seminario diocesano. Con il piano del 1875 molti palazzi vennero "tagliati" o arretrati, per stabilire il contatto con Largo Mercatello (Piazza Malta) e la via Ulpia (via Toppi) che proseguiva in direzione di Porta Pescara.
In questa maniera quest'unico asse viario del corso Galiani metteva in collegamento Porta Sant'Andrea a sud, con Porta Pescara e Santa Maria a nord, e all'intersezione con la seconda grande strada Arniense che a nord-est collegava il centro a Porta Sant'Anna, mentre ad ovest terminava in Porta Bocciaia (oggi Largo Cavallerizza).

### Altri risanamenti della città alla fine del secolo
La realizzazione dell'opera del corso iniziò definitivamente nel 1893, durò 7 anni, partendo dalla sistemazione della Piazza Grande, con lo sfratto delle famiglie che abitavano nelle casupole e la ripavimentazione e ricostruzione di nuovi edifici monumentali. Sanificata anche la via del Popolo, venne sterrato il rilievo davanti alla facciata di San Francesco d'Assisi, mentre si sistemavano anche largo del Pozzo e il tratto iniziale di via Ulpia, salutata come una vera opera di risanamento della città. Montalbetti, visto il portone della facciata di San Francesco "sospeso" per aria dopo lo sbancamento del rilievo, pensò di compensare con la realizzazione di una scala monumentale, ancora oggi esistente, mentre l'ingegner Mammarella realizzò degli scavi di 7 metri per ridurre la pendenza di via del Popolo che collegava la via Ulpia sino a Piazza Vittorio EmanueleNel 1888 vennero progettati dei portici da realizzare in Piazza del Pozzo, non completati, nel 1894 si pensò anche alla realizzazione di una galleria commerciale su ispirazione delle città maggiori d'Italia.
In quest'anno si registrano anche malumori tra il Comune e il Ministero degli Interni per l'erogazione di fondi, vengono realizzati i progetti del piano Pomilio (1885) per la creazione di Piazza Garibaldi fuori porta Sant'Anna, per collegare la periferia a nord-est con il Colle Sant'Andrea, dove venne realizzata la villa comunale. In sostanza gran parte delle mura erano state smantellate, ad eccezione di alcuni tratti di via G. Salvatore Pianell, Porta Reale, Porta Zunica (Largo Cavallerizza) e Porta Pescara; il tracciato storico della via consolare Valeria era stato compromesso con i lavori del nuovo corso. L'andamento di questa strada si estendeva dalla pianura di Pescara e attraverso contrada Santa Maria Calvona, a sud della Civitella, risaliva il colle teatino sino ad approdarvi, e raggiungeva appunto mediante il corso Porta Pescara, discendendo di nuovo la pianura verso il TricallePorta Sant'Anna (imbocco di via Arniense da Piazza Garibaldi) e Porta Zunica saranno le ultime ad essere demolite nel 1860 e nel 1894, quest'ultima è ancora visibile in storiche fotografie, permetteva l'accesso a Piazza San Giustino dalla Cavallerizza, ed era composta di tre archi in stile neoclassico, essendo stata rifatta nel XVIII sec.
Da un lato veniva riqualificato il piano fuori Porta Sant'Anna da Pomilio con la costruzione della nuova caserma d'artiglieria, la "Vittorio Emanuele II" (oggi Spinucci), e veniva realizzata la strada Boreale per collegare la città al borghetto Sant'Anna; dall'altra parte dalla Trinità veniva realizzata la strada con la villa pubblica presso la proprietà del barone Frigerj, ad ispirazione del boulevard parigino (1883). Ferrante Frigerj acconsentì a cedere la casa nel 1865 per ospitare la Regia scuola Tecnica (oggi è il "Ferdinando Galiani"). La villa pubblica sarà completata nel 1893, presso l'area dell'ex convento degli Zoccolanti di proprietà della caserma Bucciante, arricchita di panchine, una fontana monumentale in ghisa comprata dall'Esposizione nazionale di Parigi, di un laghetto, di una cassa armonica, e di un impianto d'illuminazione a gas. Proprio all'ingresso della villa vennero realizzati dei bagni pubblici in gusto eclettico e neoclassico, demoliti però nel 1934 per realizzare il Palazzo OND "Arnaldo Mussolini", all'ingresso di Viale IV Novembre.

## Il Collegio dei Gesuiti
La storia della più antica istituzione scolastica a Chieti si identifica con la scuola pubblica catechistica, che dal XVI secolo veniva istituzionalizzandosi nel rispetto dei decreti del Concilio di Trento. Nel 1592 con delibera del Parlamento teatino, venne chiamata la neonata Compagnia dei Gesuiti di Sant'Ignazio, che occupò l'area del Largo del Pozzo, dove si trovava una cisterna romana, costruendo la chiesa e l'annesso palazzo del collegio. Nel 1640 poco più a sud venne realizzato il collegio delle Scuole Pie dei Padri Scolopi, che iniziarono una lunga diatriba con i Gesuiti, per contendersi le lezioni da impartire ai giovani, finché l'ordine dei Gesuiti, per scandali e corruzioni, non venne cacciato dal regno di Napoli, e pertanto anche da Chieti.

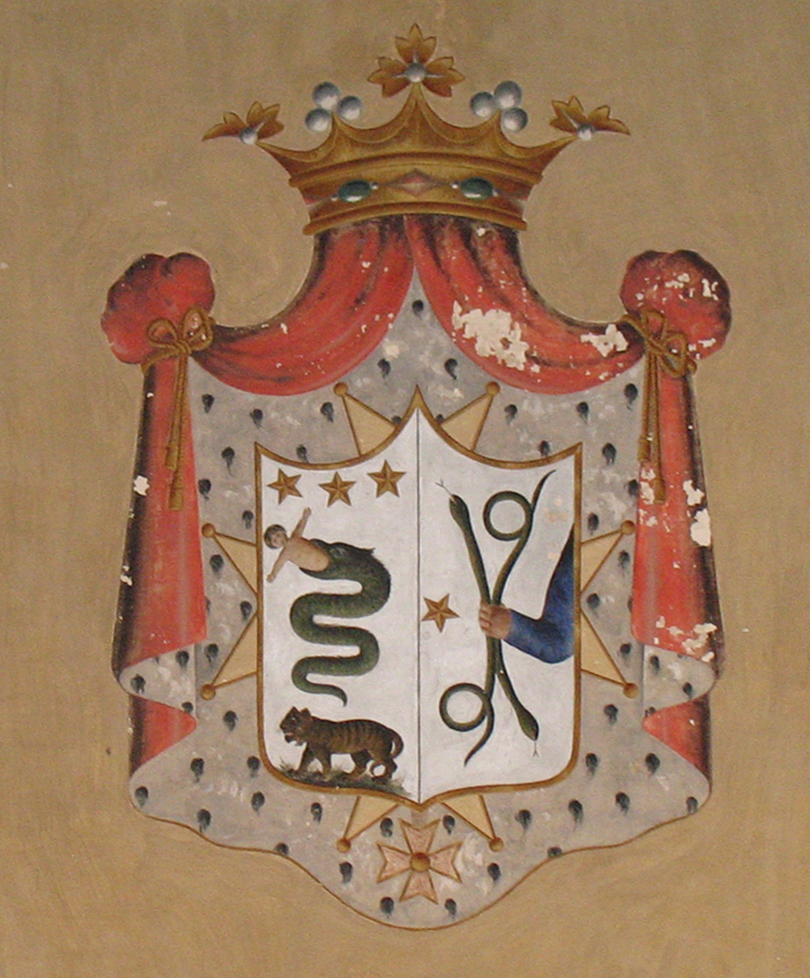
Stemma dei Martinetti Bianchi all'ingresso dell'omonimo palazzo

Mentre il palazzo veniva rilevato da varie famiglie, per passare da Pietro Franchi nel 1786 ai Martinetti Bianchi, i quali adattarono il palazzo a residenza civile, pur mantenendo evidenti tracce dell'antico convento, il Collegio degli Scolopi continuò a prosperare. Il palazzo Martinetti dal 1976 è sede di appartamenti condominiali, di esercizi commerciali, e del Museo d'arte Costantino Barbella, che racchiude varie opere d'arte dello scultore teatino, una piccola raccolta di maiolica di Castelli, disegni di Francesco Paolo Michetti e gli affreschi parietali staccati dalla demolita chiesa di San Domenico, sopra cui oggi sorge il Palazzo della Provincia. Il Collegio degli Scolopi fu istituito grazie ai soldi di Francesco Vastavigna con accordo col barone Tommaso Valignani, nel 1742 il giureconsulto Antonio La Valletta destinò per lascito il suo patrimonio e la sua biblioteca al Comune per il mantenimento della scuola, gestita sempre dai padri sino alla soppressione dell'ordine nel 1809, con cacciata definitiva nel 1817, quando il Collegio divenne Regio Convitto Borbonico, e successivamente Regio Liceo Ginnasio "Giambattista Vico".
Per quanto riguarda la vecchia chiesa di Sant'Ignazio in Largo del Pozzo, nel 1818 con nuovi lavori venne inaugurato presso di essa il nuovo Teatro Marrucino dedicato a San Ferdinando, poiché il vecchio teatro di Palazzo Feneziani non era più agevole per il crescente numero di spettatori.

## La chiesa di Mater Domini
Si tratta della chiesa più antica di questo quartiere. Secondo alcuni esisteva già dall'VIII secolo intitolata a Santa Tecla, ma nel XIII secolo venne ricostruita, mantenendo l'aspetto simile sino al danneggiamento del tetto e dell'abside con le bombe alleate. Nel 1959 è stata ricostruita daccapo, risentendo della tipica tipologia a navata rettangolare con deciso slancio verso l'alto. L'interno è soprattutto decorato, e conserva tesori dell'antica chiesa, come il bassorilievo di Maria Madre di Dio, una lastra lapidea della Madonna col Bambino, dal carattere alquanto ieratico e inespressivo, realizzazione di ispirazione bizantina. Tale lastra proviene dalla scomparsa Porta Monacisca, come ricorda lo storico Girolamo Nicolino; tale bassorilievo venne trasferito nella chiesa di Santa Maria de Contra, oggi San Francesco di Paola, con annesso monastero, che dal XIX secolo ospitò il carcere, tuttavia, secondo la leggenda riportata dal Nicolino, l'immagine tornò a posizionarsi presso la porta delle mura, e così si decise di lasciarla, sino alla demolizione della stessa, quando venne conservata nella chiesetta.
La chiesa conserva anche una statua lignea della Madonna, presso l'altare maggiore, opera di Gianfrancesco Galiardelli, secondo altri di Pietro dell'Aquila, realizzata tra il 1510 e il 1525, precedentemente ospitata nel convento di Sant'Andrea: l'intimo raccoglimento che gli occhi della Vergine esprimono, la raffinatezza delle linee scultoree e lo slancio verticale della figura fanno di essa uno dei migliori esempi della scultura rinascimentlae abruzzese. L'ultima opera moderna che la chiesa conserva è un Crocifisso opera di Sergio Salucci, ispirato al Crocifisso della "mano tendida" che si trova nel Cammino di Santiago di Compostela.

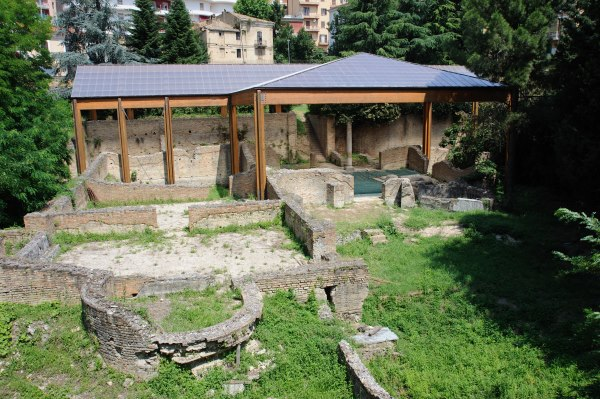
Le terme romane

## Monumenti

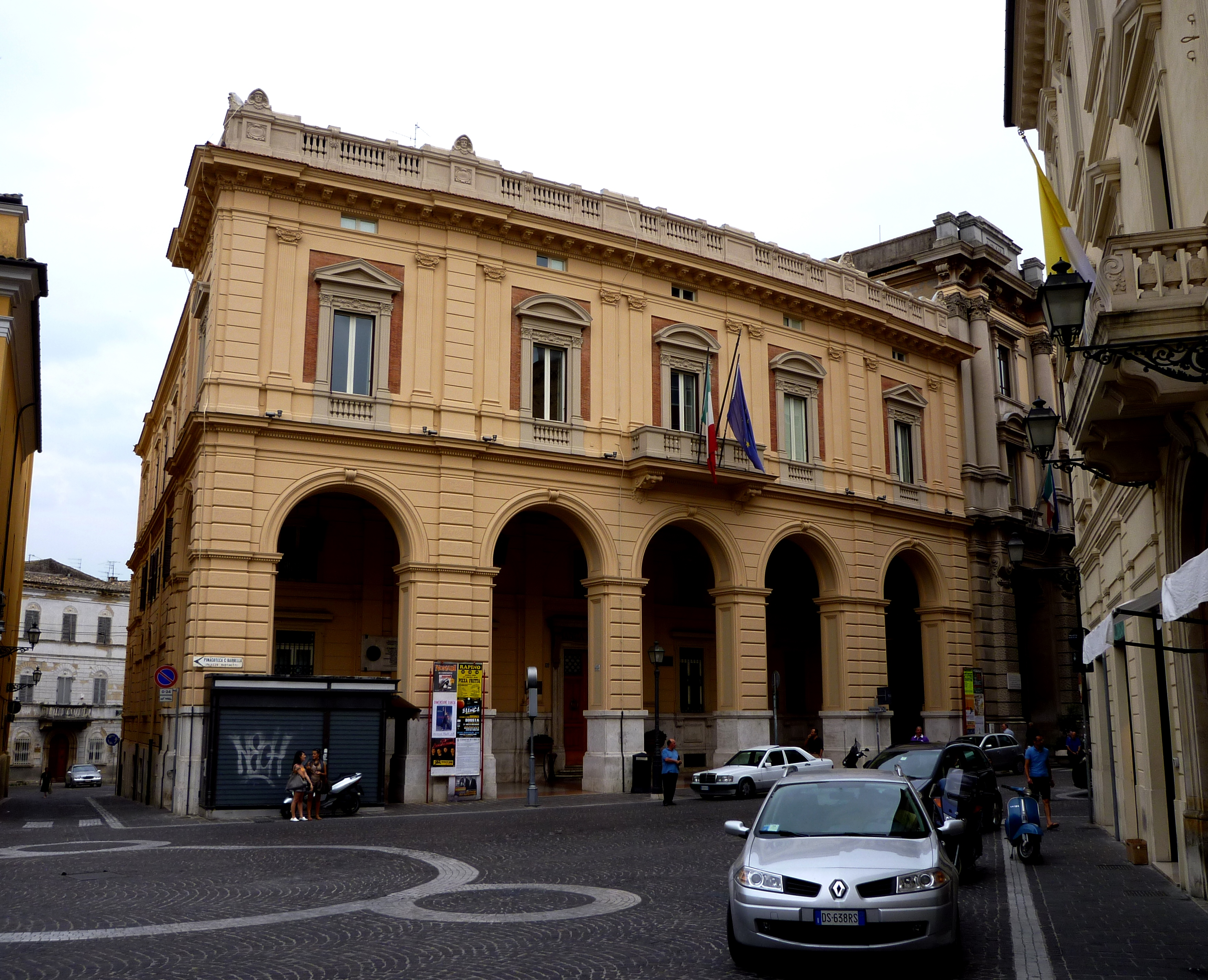
Banca d'Italia e piazza Giangabriele Valignani

- Palazzo della Banca d'Italia: la costruzione risale al 1920 circa, eretta sopra il Palazzo dell'Università dei duchi Valignani di Vacri, che crollò in parte a causa del cedimento del terreno del 1913, essendo stato costruito sopra una cisterna romana. Il palazzo infatti era di grande importanza, sede del parlamento Teatino, e poggiava sopra una grande cisterna romana del I secolo d.C., usata sin dai Marrucini come pozzo sacro (da cui l'antico toponimo del piazzale Largo del Pozzo), nonché usata come grande rimessa del grano per la plebe da usare durante le carestie. Crollato il palazzo, venne edificata la nuova costruzione in stile monumentale e tardo classico, affacciata su Piazza Giangabriele Valignani, con al pianterreno un ordine di cinque archi a tutto sesto fasciati in bugnato.
Tali archi sono inquadrati da paraste in bugnato che scandiscono anche il livello superiore della facciata, con cinque finestre architravate a timpano alternato triangolare-curvilineo, ornate nelle cornici da motivi vegetali e capitelli corinzi, e delle quali quella centrale presenta un grande balcone centrale. La trabeazione dell'architrave di sommità della facciata poggia su mensoline, sovrastata da una balaustra balconata, suddivisa in asse con le paraste verticali che corrono lungo tutta la facciata, con capitelli compositi a foglia. L'accesso è dato da uno scalone, il soffitto del salone d'onore è affrescato.

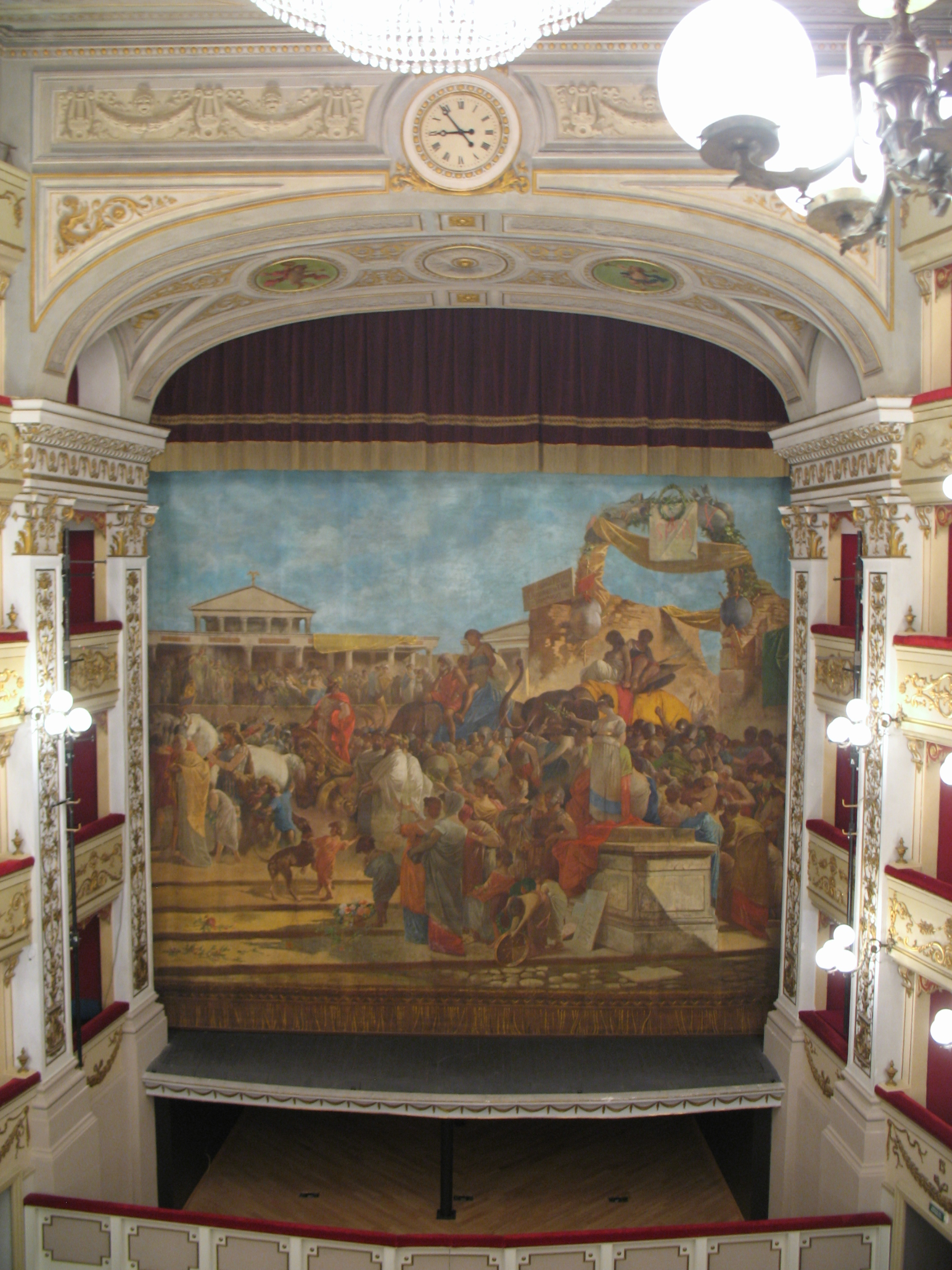
Interno del Teatro Marrucino

- Teatro Marrucino : si affaccia su Piazza Giangabriele Valignani (ex Largo del Pozzo), ed è un vero gioiellino d'arte ottocentesca, nonché primo teatro d'Opera dell'Abruzzo, e il più longevo in quanto il suo aspetto è rimasto praticamente lo stesso, venendo anzi abbellito nella seconda metà dell'Ottocento con pitture neoclassiche. Il progetto proviene dall'adeguamento dell'ex chiesa di Sant'Ignazio dei Gesuiti, poiché l'antico teatro pubblico in Largo Teatro Vecchio non era più adeguato per gli spettacoli.
Nel 1818 il teatro fu inaugurato, intitolato a "San Ferdinando" in onore di Ferdinando IV di Borbone, e la prima opera rappresentata fu La Cenerentola di Gioacchino Rossini. L'abbellimento attuale risale ai lavori del 1870-75 dell'ingegner Vecchi, che eliminò la balconata per lasciare spazio al quarto ordine di palchi, sopraelevando l'edificio per realizzare il loggione superiore, fu ampliata la platea spostando la cavea per l'orchestra sotto al proscenio, vennero aggiunti al secondo e terzo ordine altri due palchi. I lavori di arricchimento stilistico riguardarono la realizzazione degli stucchi, dei due paggi d'ingresso di Costantino Barbella, della targa commemorativa del 1901 in onore di Giuseppe Verdi. Il sipario è di Giovanni Ponticelli, e raffigura Il trionfo di Caio Asinio Pollione sui Dalmati (1876), mentre il soffitto è decorato da un grande lampadario al centro di un cerchio a spicchi, in cassettoni lignei, i cui spicchi raffigurano o le Arti o personaggi illustri della storia dell'arte, della musica e della poesia.

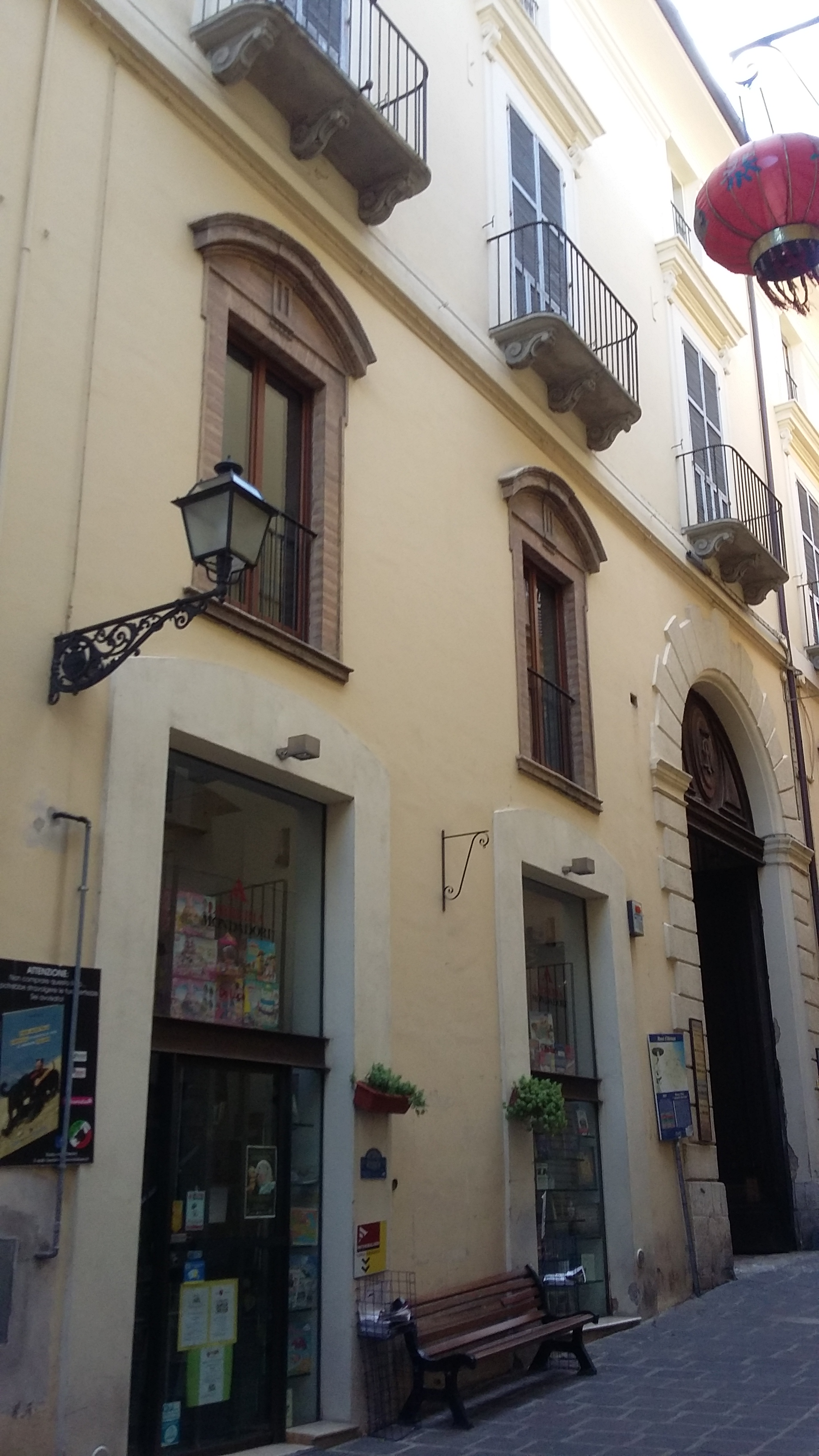
Facciata di palazzo Martinetti Bianchi

- Palazzo Martinetti Bianchi: si trova in via Cesare de Lollis (storica via dello Zingaro), accanto al teatro Marrucino. Esso fu fondato come il convento e Collegio dei Gesuiti nel 1640 per volere di Padre Alessandro Valignano, insieme alla chiesa di Sant'Ignazio, dove nel 1818 fu ricavato il teatro San Ferdinando, oggi Marrucino. Il collegio nel 1767 fu soppresso a causa della cacciata dei Gesuiti dal regno, nel 1786 fu acquistato da Pietro Franchi che lo trasformò in casa, con quartieri d'affitto e botteghe. Ai Franchi si deve la decorazione della volta del salone nobile, raffigurante L'apoteosi di Psiche, opera di Giacinto Diano (1796), di cui si distingue la corposa pennellata, e l'uso dei volumi, per lo splendore dei colori. Ai Franchi successero nel passaggio di proprietà i Martinetti-Bianchi, nella prima metà dell'800. I Martinetti erano originari di Pianella, documentati nel XVI secolo, con il capostipite Giovanni Battista.
La famiglia fu attiva anche ad Atri nel XVIII secolo, ad esempio Andrea Martinetti fu governatore della città sotto il controllo del duca Domenico d'Acquaviva d'Aragona. Nel 1769 Domenico Martinetti, figlio di Andrea, si sposò con Elisabetta Mandocchi, e continuò la carica di amministrazione di Atri, e da lui nacque Domenico, scomparso precocemente nel 1841, con cui si estinse il ramo, poiché le redini del potere furono assunte dallo zio paterno che sposò Margherita sorella di Domenico.
Il figlio Antonio darà avvio ai Martinetti-Bianchi, mentre l'altra figlia Michela nel 1850 si sposava nella chiesa di Santa Chiara ad Atri con Gregorio De Filippis Delfico. Antonio Martinetti Bianchi divenne il proprietario del palazzo dei Gesuiti a Chieti, che ereditò nel 1850 i beni di Giustino Bianchi. La famiglia continuò ad esercitare il potere sul palazzo sino all'estinzione nel 1962 con la scomparsa di Raffaele Martinetti Bianchi, morto senza eredi legittimi.
Il palazzo ha un aspetto settecentesco d'impronta barocca alla napoletana, con facciata a coronamento orizzontale, divisa in tre livelli da cornici marcapiano: il portale principale è a tutto sesto, fasciato in bugnato, con altre aperture che ospitano attività commerciali,, sovrastate da finestre decorate da cornici in pietra tifacea, a timpano curvilineo. Le altre finestre seguono un ordine semplice ottocentesco, con mensole e semplici architravi, la sommità del palazzo, benché non visibile dal livello della stretta via, è decorata da una torretta con orologio, risalente alla costruzione del Collegio. Accedendo dal portale, si trova sulla sommità una volta a crociera dove campeggia l'affresco dello stemma nobiliare, e ai lati si aprono due scaloni che conducono ai piani superiori, per mezzo di grandi archi a tutto sesto voltati. Il chiostro del palazzo è ancora legato all'aspetto del Collegio dei Gesuiti, dove in passato c'era un giardino, e si aprono due file laterali a racchiuderlo, composte da archi con porticato voltato a crociera.

Il piano nobile dal 1976 è sede del Museo d'arte Costantino Barbella, che raccoglie la maggior parte delle terrecotte dello scultore teatino, insieme a una collezione di maioliche di Castelli, e ad affreschi provenienti dalla scomparsa chiesa di San Domenico. Oltre alle opere di Barbella ci sono quelle di Francesco Paolo Michetti, Filippo Palizzi, Basilio Cascella.

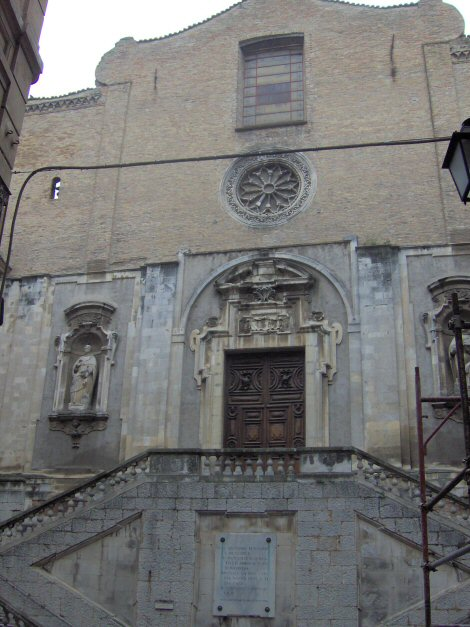
Chiesa di San Francesco al Corso: prospetto da via Chiarini
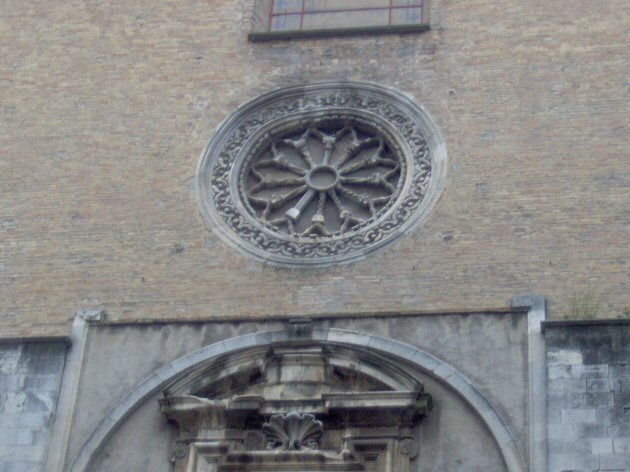
Particolare del rosone
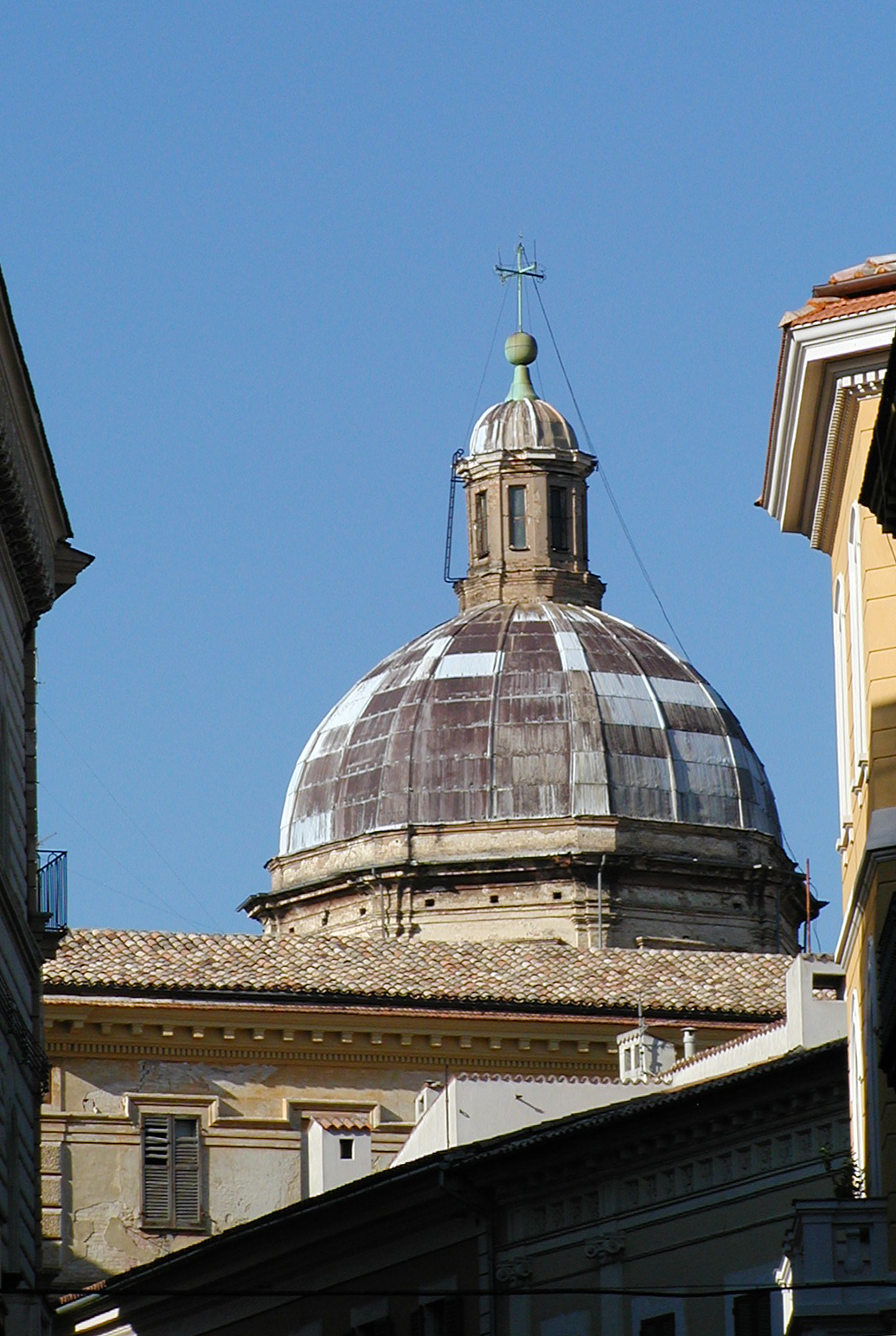
Il cupolone, visto dal corso
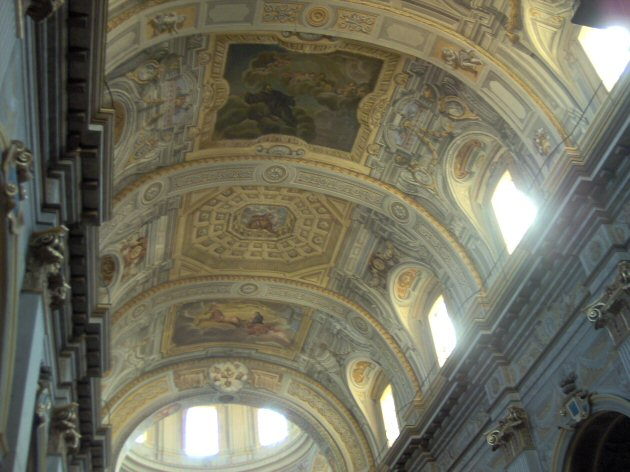
Interno
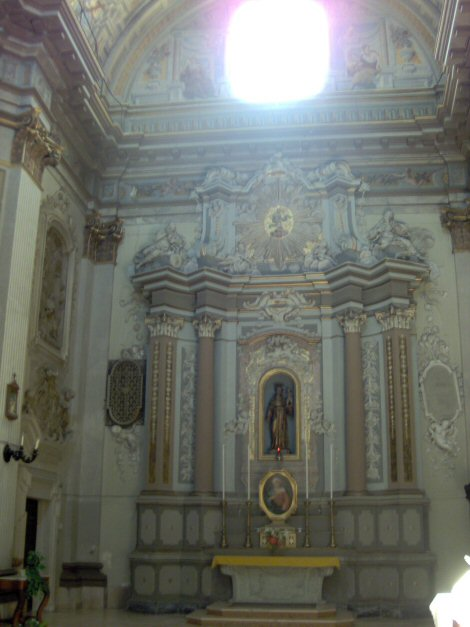
Transetto destro, altare di Sant'Antonio di Padova
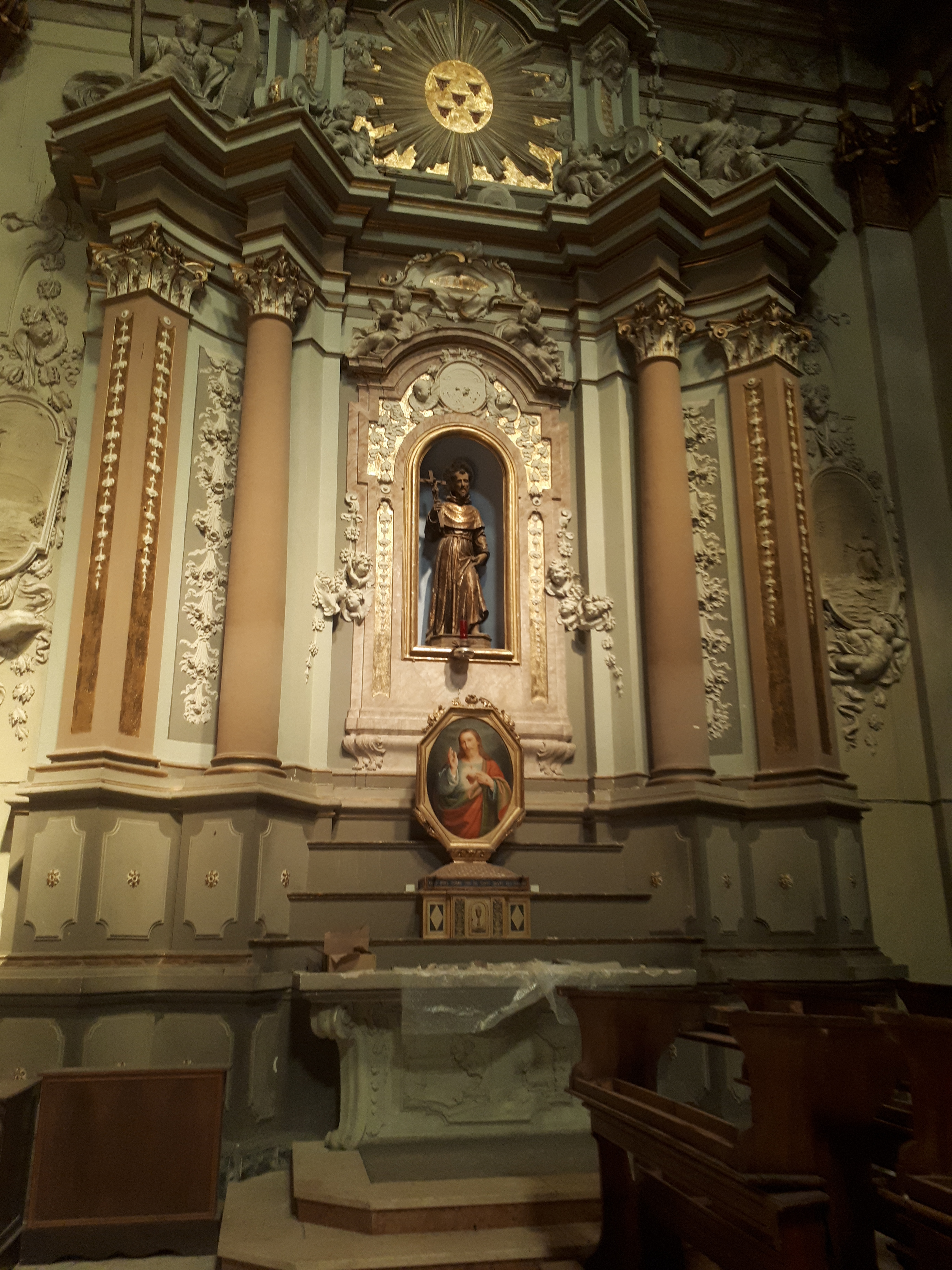
Altare di San Giuseppe
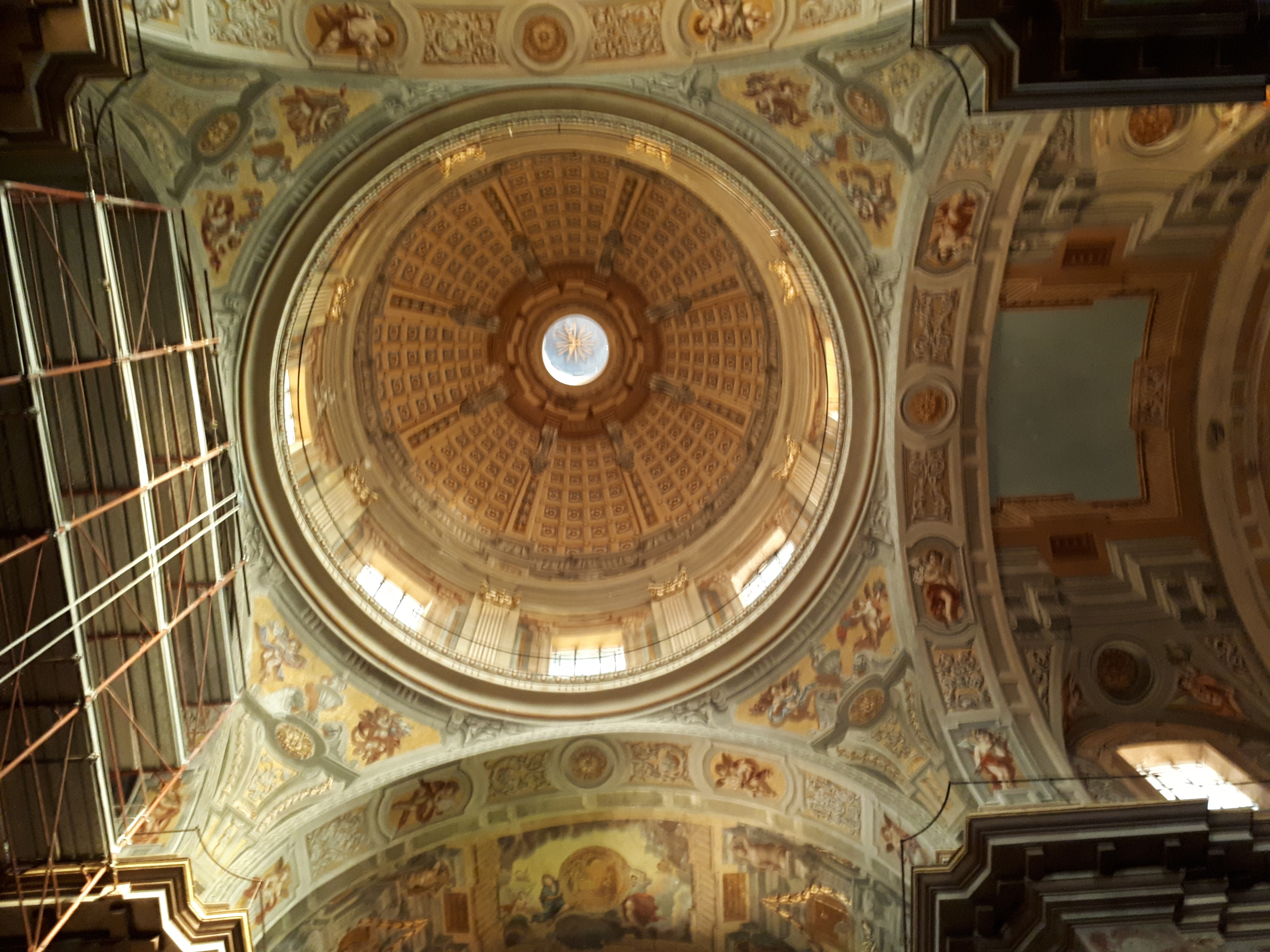
Interno della cupola

- Chiesa di San Francesco al Corso: Il complesso è la seconda chiesa più importante di Chieti dopo la Cattedrale, costruita nel 1239 sulle rovine di una preesistente dedicata a San Lorenzo lungo il Corso Marrucino (anticamente via Ulpia), prima sede dei Francescani in città. Ultimata nel Trecento, l'edificio ha subito nel tempo numerosi rifacimenti e modifiche, fino al completo rinnovamento nella metà del XVII secolo. La Relazione Innocenziana del 1650 permette di ricostruire l'aspetto originario anteriore al rifacimento barocco: presentava una pianta particolare, che risultava dalla fusione di elementi tipici dell'architettura francescana, ed era costituita da una sola navata coperta da capriate lignee, con cinque cappelle a volta per ogni lato, un transetto, un coro a pianta poligonale coperto da volta a spicchi e costoloni.
La facciata era a coronamento orizzontale, chiusa da una cornice ad archetti ogivali in laterizio. Dell'insieme rimane di medievale soltanto il ricco rosone trecentesco.

L'annesso convento era solo parzialmente realizzato fino al XVII secolo, quando per volere del padre Francesco Tomei fu ampliato e completato. Alla fine del Seicento risale la cupola monumentale, mentre nei primi anni del secolo successivo fu realizzato l'apparato decorativo.
L'intervento ispirato al modello gesuitico, comporta la riarticolazione dello spazio interno, che vede un'aula unica scandita da pilastri, che si estendono nelle nervature della volta. Un arco trionfale poggiato su pilastri concavi connette la navata allo spazio sovrastato della cupola poggiante su un luminoso tamburo.

Gli interventi sulla facciata furono molteplici, ma non completati, e di questi risulta il paramento barocco alla base, con il portale rifatto e le due nicchie con Sant'Antonino e San Tommaso d'Aquino. L'interno contiene cinque cappelle laterali, rimaneggiato nella seconda metà del '600, ornato con pitture architettoniche e pannelli raffiguranti le scene di vita di San Francesco. La decorazione in stucco molto ricca ed estesa risale alla metà del XVII secolo. Gli altari del transetto sono dedicati a Sant'Antonio di Padova, a San Francesco. Del 1706 è un busto ligneo di Sant'Antonio realizzato da Giacomo Colombo. Nella quinta cappella a sinistra c'è un dipinto a olio su tela della "Vergine e San Marco" del XVII secolo, attribuito al Padovanino. Il pergamo ligneo è stato intagliato da Tommaso Salvini di Orsogna nel Settecento.
- Palazzo-torre dei Valignani: si trova su uno slargo, lungo via De Lollis. Risale al XV secolo, ed è un tipico esempio abruzzese di casa-torre, come anche il palazzo con la torre dei Toppi, sempre a Chieti.
- Palazzo De Sanctis - Ricciardone: in via de Lollis, quasi alla confluenza in Piazza Malta, è di fattura molto elegante, unico esempio a Chieti di dimora gentilizia che si sviluppa su piano unico. La facciata si presenta ingentilita da un portale che fa corpo unico con il sovrastante balcone dalla inferriata ricurva, l'androne oggi oscuro per via dell'edificio liberty che ne occulta il passaggio dei raggi solari, ospita una cappella, e di fronte a questa si apre la vetrata che immette nell'appartamento nobile, sviluppato intorno a uno splendido scalone a due rampe, sovrastato da uno spezio ellittico a cupola. Il palazzo è oggi sede del Circolo degli Amici, circolo di antica istituzione, e all'interno si possono ammirare affreschi delle volte a botte e l'ampio salone riccamente affrescato. L'insieme dello stile è tardo settecentesco, dunque barocco e neoclassico.

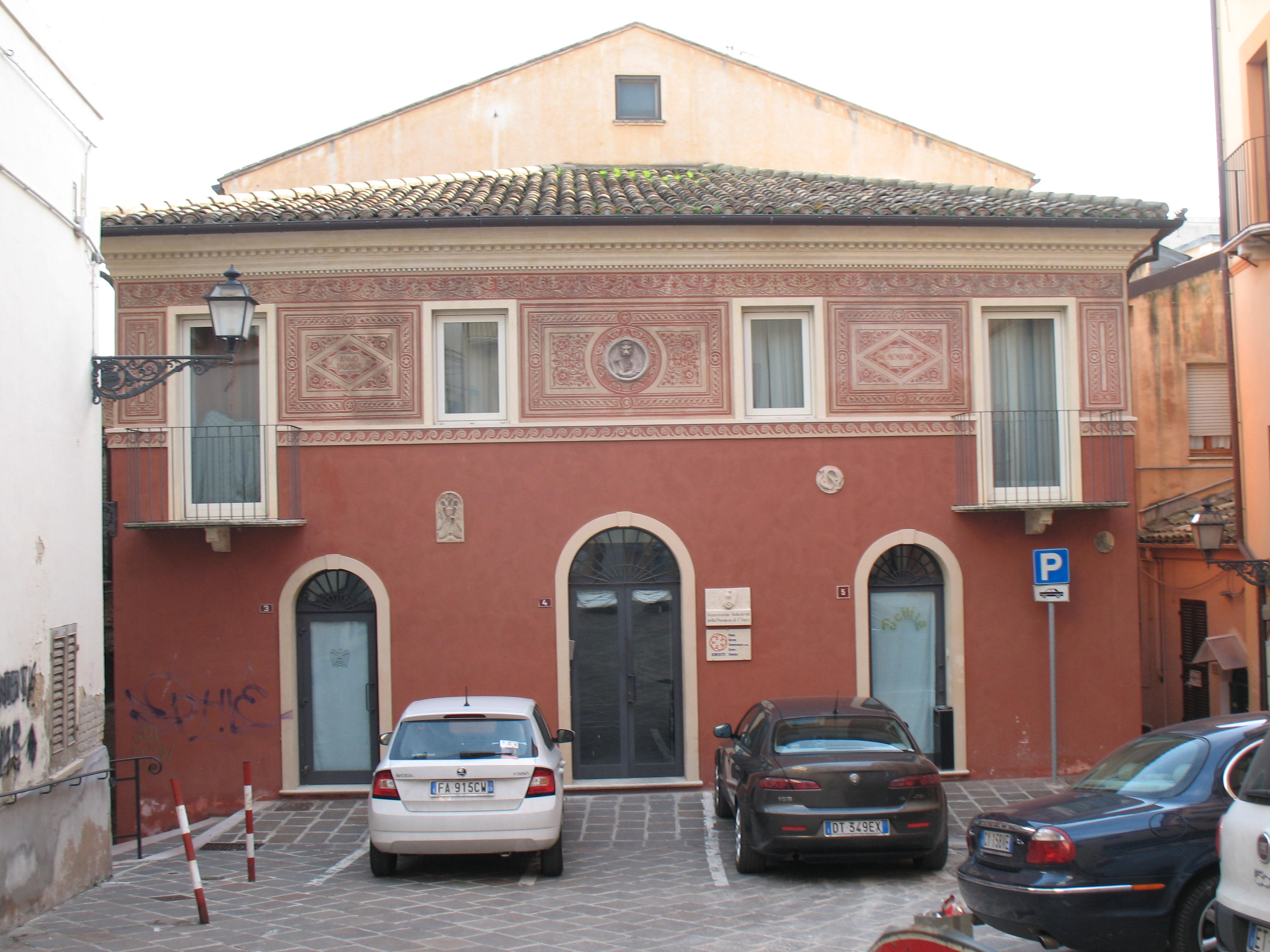
Palazzetto Feneziani

- Palazzetto Feneziani o teatro vecchio: situato in Largo Teatro Vecchio, fino alla seconda metà del Settecento era lo storico teatro di Chieti, appartenente ad Anna Maria Fasolo, che lo eresse nel 1750, nel 1771 vi su rappresentato "Il geloso in cimento" di Paolo Anfossi, mentre una piantina del 1790 permette di ricostruire l'antica struttura, che aveva tre ordini di palchi per circa 200 posti. Quando nel 1818 venne edificato il nuovo Teatro San Ferdinando, poi Marrucino, il teatro vecchio fu adibito a scuola, poi in residenza, e in distretto militare, per passare definitivamente nel Novecento al Consorzio Agrario di Chieti. Il palazzetto è divenuto successivamente un simbolo per la storia di Chieti, quando nel 1915 l'Italia entrò in guerra contro l'Austria. La città di Venezia subì incursioni aeree austriache, e molti sfollati si riversarono in Italia, venendo accolti anche a Chieti, per un totale di 4000 veneziani calcolati in Abruzzo. Al termine della guerra i veneziani, in segno di gratitudine, donarono alla città una copia del bassorilievo del leone di San Marco, opera di Annibale De Lotto, sfollato anch'egli a Chieti, a cui aggiunse l'aureola e la spada. Il fregio si trova sulla piccola facciata, inserito in una cornice dipinta a motivi vegetali. L'interno è suddiviso in campate da pilastri con piccole volte a botte, in mattoni a vista.

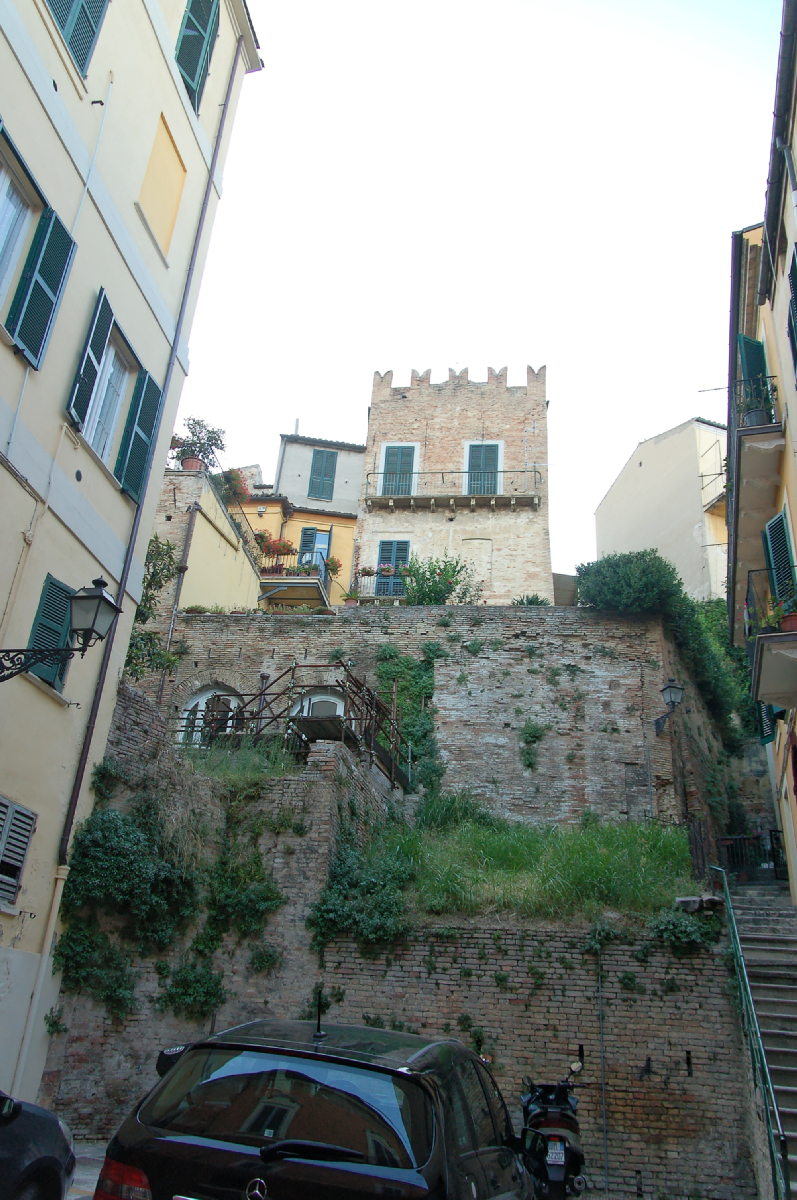
Casa a torre dei Valignani, via C. De Lollis

- Palazzo Tella: affacciato su via dello Zingaro (oggi via de Lollis), dopo Palazzo Martinetti Bianchi, all'incrocio con via Materdomini, è un edificio settecentesco, rifatto nei secoli successivi per accorpamento di più strutture, tanto da non avere una precisa planimetria, se non per la porzione rettangolare curvata leggermente che si affaccia sulla via, mentre il resto del blocco, che dall'altra parte prospetta su via Materdomini, è un agglomerato di varie case civili del sei-settecento. Si accede da una strozzatura di via De Lollis mediante piccolo cortile, stretto e irregolare a causa delle altre costruzioni che insistono contro il palazzo. Ospita alcuni uffici e la sede della Libreria "G. Bosio" dell'Arcidiocesi.

A poca distanza vi sorge anche il palazzo Turchi, elegante costruzione settecentesca, con l'ordine di finestre a punta di stella.

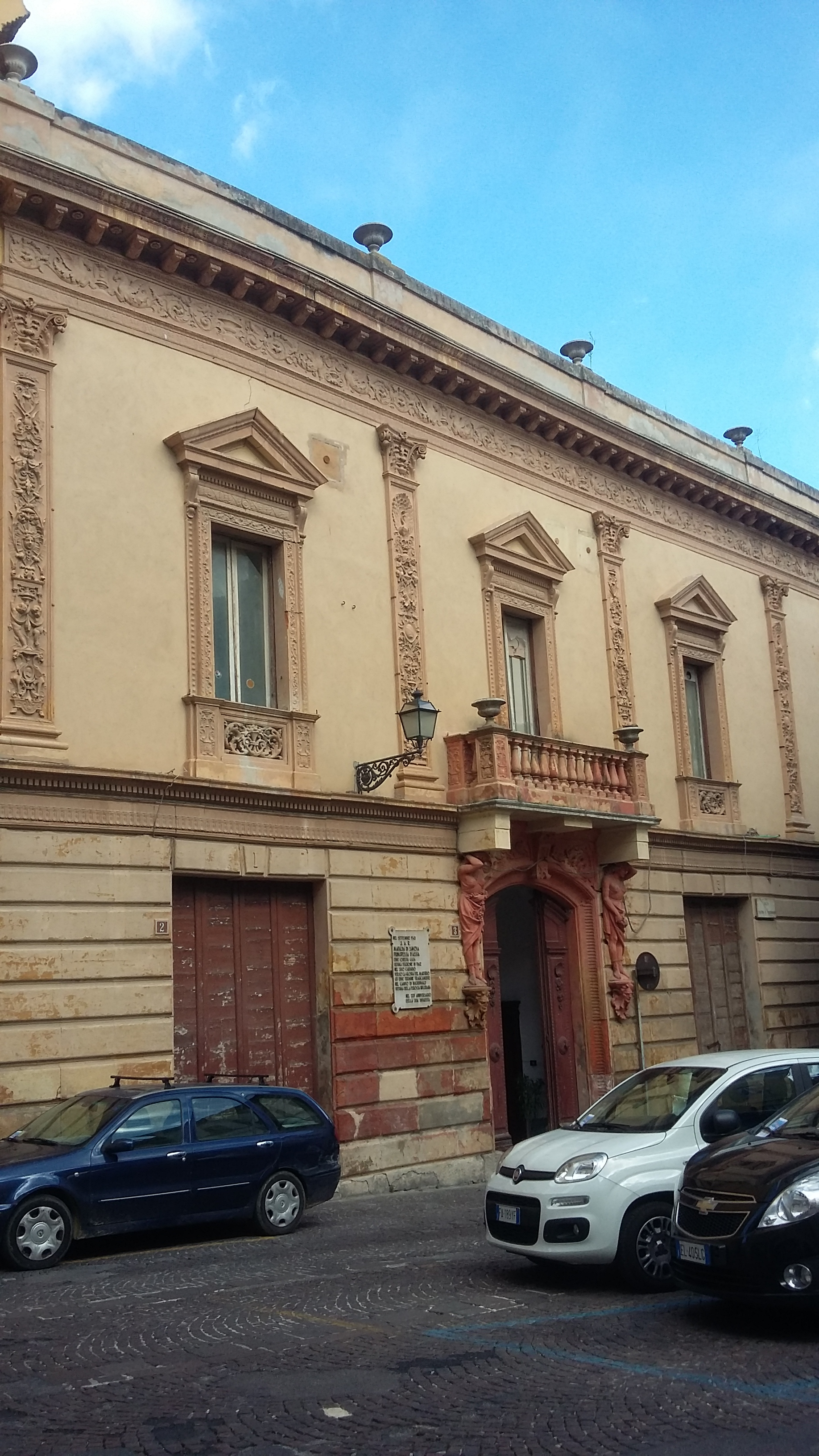
Palazzo Massangioli

- Palazzo Massangioli: si trova a ridosso del Teatro Marrucino in Largo Umberto I, risalente al XIX secolo, vi soggiornò per un giorno il secondo re d'Italia Umberto I di Savoia, da cui l'intitolazione del piazzale. Ha origini antiche, venne ristrutturato ampiamente nel tardo Ottocento, con facciata ornata a terracotta a cariatide e festoni, in stile neorinascimentale, che reggono il balcone. Nel 1943 la principessa Mafalda di Savoia arrivò il 10 settembre, soggiornando nel palazzo, e ripartendo per Roma il 22. Una lapide ricorda la sua presenza; al palazzo si accede dal grande portale architravato, con scalone monumentale, fino al piano nobile, impreziosito da volta dipinta. Il palazzo è rimasto per anni in abbandono, fino al recupero, nel 2016.

- Chiesa parrocchia di Materdomini: si trova lungo la strada omonima, accessibile anche da via Principessa di Piemonte. La chiesa originaria risale al XVIII secolo, secondo alcuni sarebbe addirittura longobarda, ma venne rifatta durante il tardo Medioevo (pare fosse inizialmente dedicata a Santa Tecla), ed era molto più piccola rispetto all'attuale, e sorgeva presso l'accesso di Porta Monacisca. La denominazione proviene da un bassorilievo in stile bizantino che mostra la Madonna col Bambino, detta popolarmente "Mater Domini", che si trovava presso la porta Monacisca, protagonista di un evento miracolosa, e poi conservato all'interno della chiesa vecchia.
La chiesa venne danneggiata durante la guerra mondiale, e fu ricostruita daccapo nel 1959, accanto all'ex monastero settecentesco dei Cappuccini, ancora intatto. Esternamente la chiesa non presenta particolari attrattive artistiche, senonché rispetta la pianta classica delle chiese antiche. L'interno a navata unica è arricchito da alcuni paramenti ricavati dalla vecchia chiesa. V'è il bassorilievo trecentesco della Mater Domini, a destra, che riecheggia i caratteri statici della scultura bizantina. La lastra lapidea era incassata nelle mura, e successivamente con la loro demolizione fu traslata nella vecchia chiesa di Santa Tecla, poi di "Materdomini". Lo storico Girolamo Nicolino racconta che la lapide stava su Porta San Giovanni. Il culto di Tecla presso i Longobardi testimonia che la chiesa doveva essere molto antica tra gli edifici religiosi medievali della città.

Successivamente la chiesa conserva una statua lignea cinquecentesca raffigurante la Madonna, situata presso l'altare maggiore, opera di Gianfranco Gagliardelli, oppure secondo altri di Pietro Aquilano. La statua si trovava nell'ex chiesa di Sant'Andrea, e trasferita a Materdomini quando il monastero divenne Ospedale Militare. Vi è in seguito un Crocifisso, riproduzione di Sergio Salucci del Crocifisso di Furelos lungo il Cammino di Santiago de Compostela.

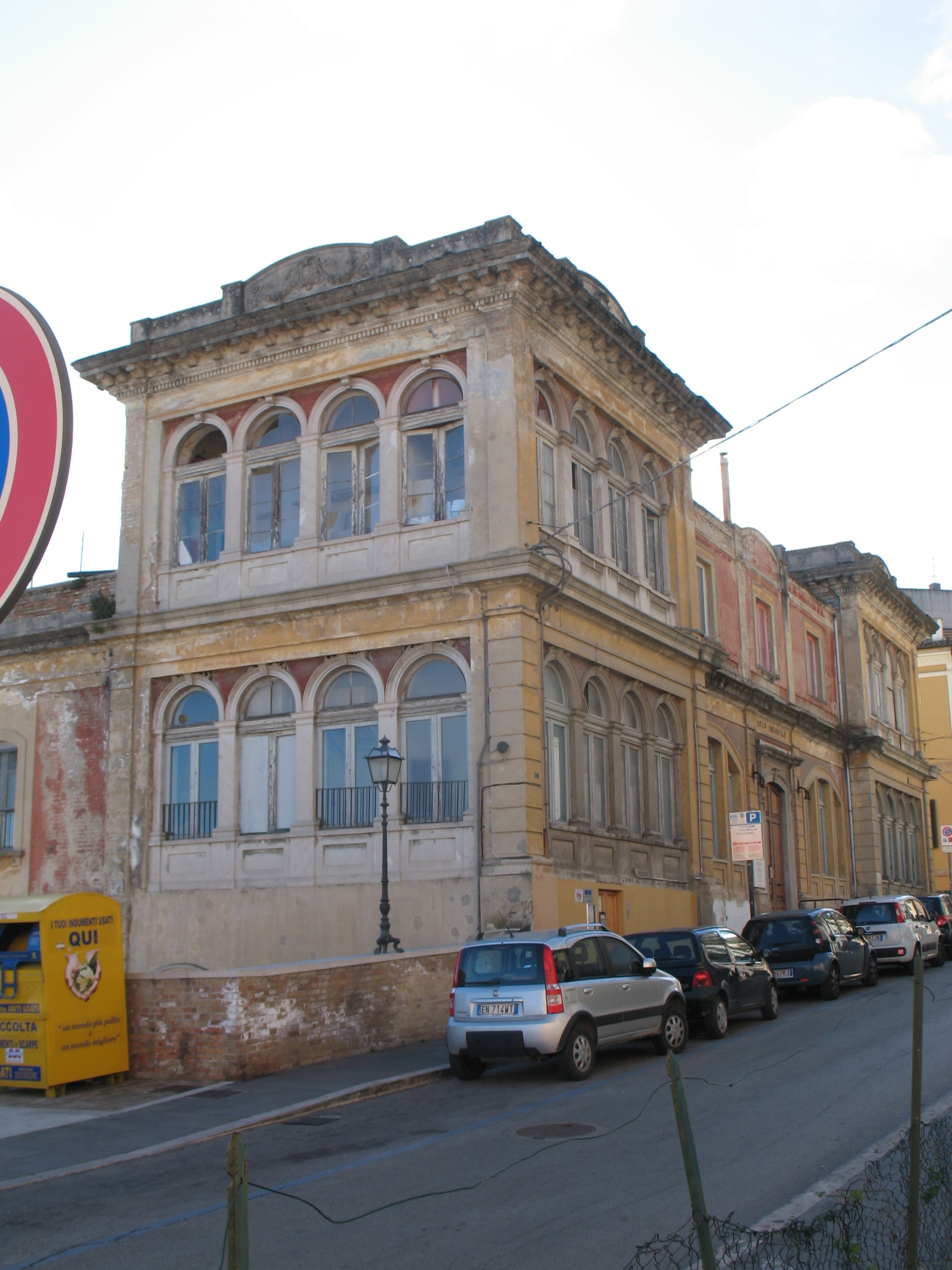
Scuola materna "Principessa di Piemonte"

- Asilo infantile "Principessa di Piemonte": si trova su via Principessa di Piemonte in direzione della chiesa di Materdomini dal piazzale Trento e Trieste, ed è la costruzione riservata a fini educativi più bella della città dal punto di vista architettonico e stilistico. Fu costruita negli anni '20, donata da nobili di Chieti, nel 1940 vi fece visita l'Ispettore Generale Roberto Falcone del Ministero dell'Interno perché l'istituto ospitasse alcuni internati, prigionieri politici ed ebrei. In tutto i prigionieri furono 200, di nazionalità inglese e francese, per lo più dissidenti politici e sovversivi, che vennero poi trasferiti nella Caserma Rebeggiani a Chieti Scalo, affinché il 10 novembre dello stesso anno gli alunni tornassero nella scuola. L'asilo fu gestito dalle suore dell'Ordine Ancelle dell'Incarnazione, e dopo che le monache vennero trasferite, iniziò un periodo di abbandono per il plesso.

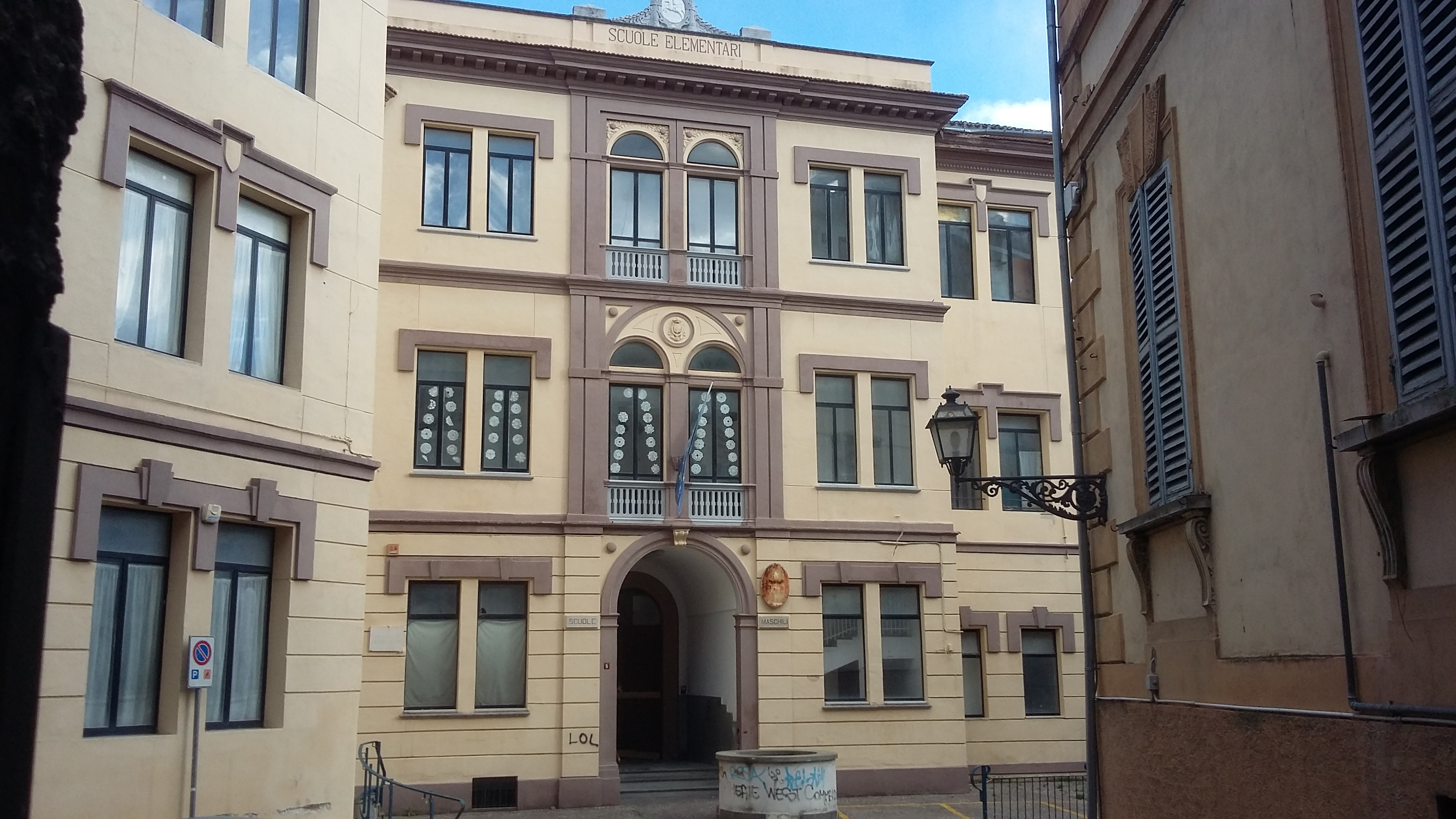
Scuole Nolli

Nel 2008 fu presentato un progetto di ristrutturazione, ma non venne approvato, e vennero apportati solo interventi marginali affinché se ne scongiurasse il crollo, e siccome solo i locali al piano terra sono agibili, l'asilo ospita un ristretto gruppo di studenti di famiglie alto borghesi di Chieti. Il plesso è di interessante stile eclettico liberty, con due avancorpi laterali a pianta quadrangolare, che si raccordano con un terzo fabbricato che costituisce la parte centrale e l'accesso dell'asilo. Le cornici e gli architravi sono semplici, tranne quelli della sommità, ornate da festoni e motivi vegetali, le torri angolari sono fasciate a bugnato negli spigoli, e suddivise in settori da cornici con ordine di finestre a tutto sesto.
- Ex scuole Nolli: si trovano in piazzetta De Laurentiis. Sono un complesso realizzato alla fine dell'Ottocento quando la famiglia nobile concesse il proprio palazzo per essere adattato a plesso scolastico elementare e di secondo grado. Le scuole oggi sono riunite in un istituto comprensivo distaccato e più moderno, e l'edificio è in attesa di nuovo utilizzo. L'aspetto è quello sobrio dei palazzi umbertini, scandito da cornici in tre livelli, con ordine regolare di finestre, mentre solo l'avancorpo centrale scandito da paraste ha finestre bifore a tutto sesto, e cornice sommitale a fregi floreali e vegetali, con l'iscrizione SCUOLE ELEMENTARI.

- Terme romane:

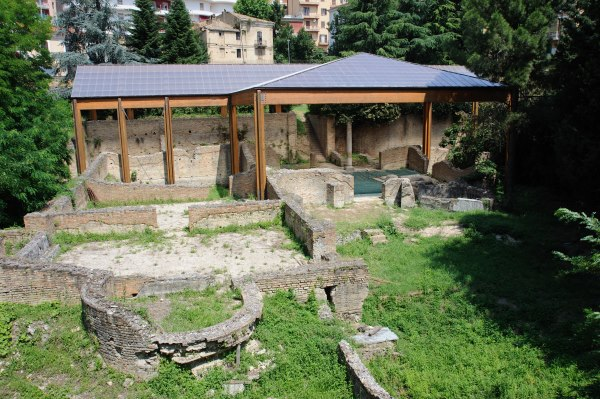
Resti delle terme romane

Sono situate nella zona orientale della città, lungo via delle Terme Romane. Risalgono al II secolo d.C. L'accesso era consentito mediante una scalinata che introduceva in un corridoio obliquo la cui pavimentazione a opera musiva raffigurante delle crocette nere su sfondo bianco. Il corridoio immetteva in un atrio a ingresso con colonne con pavimentazione musiva raffigurante Nettuno. In seguito si poteva raggiungere vari ambienti rappresentati da tre sale rialzate mediante un suspensurae che rappresentavano il calidarium. Di fronte all'atrio quadrato vi erano delle vasche semicircolari ricoperte di marmo e, sul fondo, ve ne era una più grande inerenti al frigidarium. La zona orientale è andata distrutta per l'instabilità del terreno, L'acqua era fornita da una cisterna sita presso le terme. La cisterna era sita in un ambiente sotterraneo composto di nove vani comunicanti tra di loro addossati alla collina. I vani erano strutturati in maniera di sopportare la pressione dell'acqua e del terreno mediante nicchie posti intorno ai nove ambienti.
Le terme sono collegate, sotto il colle del centro storico di Chieti, a un sistema di conduttura idrica romana, detta via Tecta. Questa è accessibile dal Palazzo de' Mayo sul corso Marrucino, non è stata ancora del tutto esplorata, e si compone di ambienti a cisterna, con volte a botte, e corridoi in opus reticulatum.
- Fonte Grande: si trova in via San Francesco di Paola, si tratta di una grande fontana a muro, che forse esisteva già nell'epoca romana, perché capta le acque della via Tecta. Rifatta nel Medioevo ha un aspetto piuttosto grezzo, fontana a muro in mattoni a vista, senza abbellimenti, ma con una grande vasca e due cannelle, per sciacquare i panni.

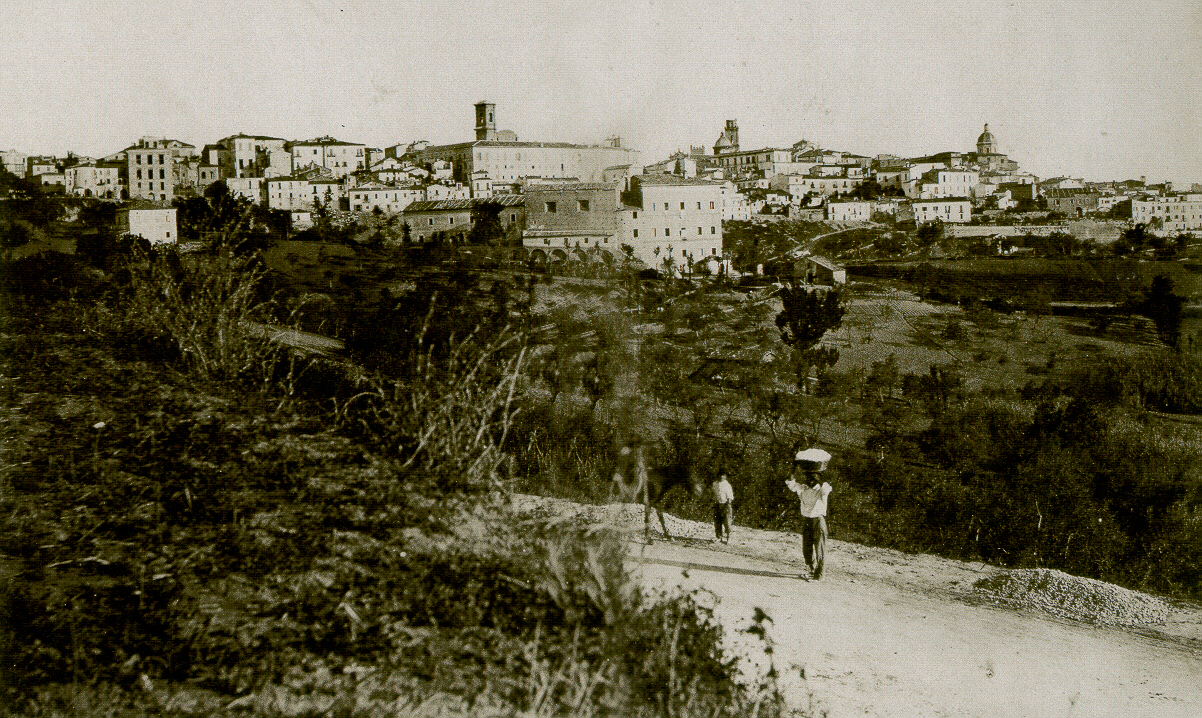
Chieti in un'immagine storica, vista da piana Santa Barbara, in primo piano la parte orientale della città, il campanile dei Padri Scolopi, sulla destra la torre campanaria del Duomo, la cupoletta della chiesa di San Domenico e il cupolone di San Francesco al Corso. In basso al centro si vede il fianco della chiesetta di San Francesco da Paola

- Chiesa di San Francesco di Paola: confina con il quartiere di Sant'Andrea o di Fiera fuori, ossia fuori le mura della Civitella. Sino agli anni '50 era una chiesa con il convento situata in aperta campagna, oggi è ingabbiata tra costruzioni moderne, edificate lungo viale Amendola, via Carceri, via Nicola Nicolini. La chiesa si trova appena fuori l'originale perimetro murario, in una zona che prima degli anni '60 era solo campagna. Pare che esistesse sin dal Medioevo, era una cappella dedicata a Santa Maria "de Contra", ossia in contrada fuori le mura, successivamente fu ampliata quando andò in gestione ai Padri Paolotti. La chiesa attuale risale al XVIII secolo, con ingresso su via Discesa delle Carceri, mentre il fianco settentrionale è ancora addossato ai fabbricati delle antiche strutture conventuali sconsacrate. Nel XIX secolo il monastero fu soppresso e adibito a carcere penale. I paramenti murari esterni sono realizzati in laterizio, parzialmente intonacati, come la facciata caratterizzata da un semplice portale centrale in pietra, con fastigio e "crismon", soprastante finestra rettangolare e orologio. Lesene d'angolo e cornice in pietra sostengono il timpano triangolare superiore. La chiesa ha un impianto longitudinale a navata unica con altari laterali e ingressi in vari locali di servizio, situati su due lati della costruzione.
La navata unica è coperta con volta a botte a tutto sesto lunettata, con arconi trasversali. La copertura è realizzata con tetto a capanna con manto in coppi, su cui si erge un piccolo campanile a vela. La decorazione in stucco è ovviamente barocca, costituita da un ordine di paraste corinzie che dividono le cappelle, su cui si imposta una trabeazione modanata. Presso la sagrestia si trova un ricco fregio romanico con motivi vegetali provenienti probabilmente dalla vecchia chiesa.

### Mura, strade e piazze

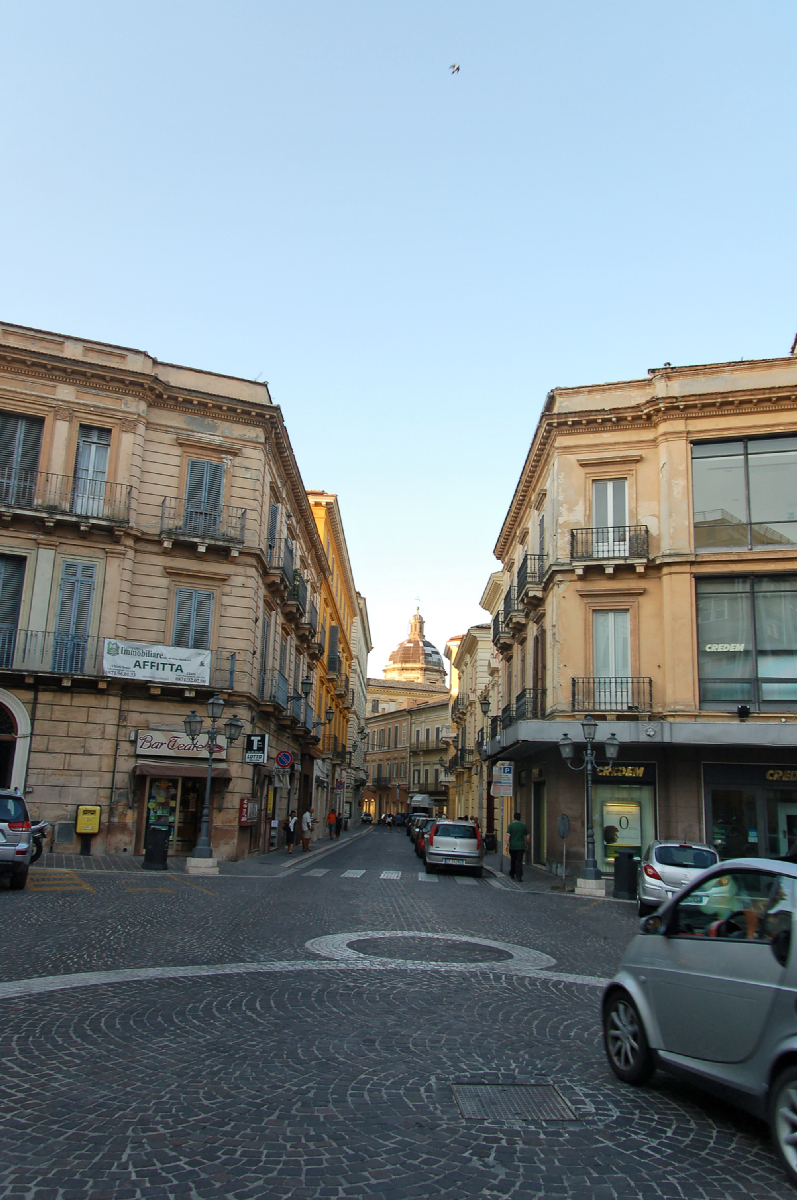
Piazza Valignani

- Piazza Giangabriele Valignani: ex Largo del Pozzo, occupa il baricentro del centro storico di Chieti, vi si affacciano il teatro Marrucino, il palazzo arcivescovile, la Banca d'Italia
- Piazza Umberto I: ricavata dall'ex orto murato del convento di San Domenico, riadattato a Prefettura, nel 1913 fu demolita anche la chiesa per edificarvi il Palazzo del Governo.
- Piazza Malta: storicamente detto Largo Mercatello, vi si accede da via De Lollis o da via Arniense. Vi si tiene il mercato degli agricoltori.
- Via Cesare De Lollis-via Materdomini-via di Porta Monacisca: sono un diverticolo di strade non lineari, che caratterizzano questo quartiere, vi si affacciano i principali palazzi gentilizi del quartiere, e prima della ricostruzione nel 1959 anche la chiesa di Materdomini, che poi ha visto la sua nuova facciata ruotata in direzione di via Porta Monacisca, e non più su via Materdomini, Si conservano ancora strade e piccoli slarghi dell'antica città medievale, come piazzetta De Laurentiis, il passaggio ad arco da via Materdomini per via San Ferdinando, il Vico Storto Teatro San Ferdinando, via dei Germanesi.
- Largo Cremonese e Largo Moricorvo: due caratteristiche piazzette raggiungibili da via Materdomini, composte di abitazioni popolari sette-ottocentesche.
- Porta Monacisca e mura: la porta oggi è scomparsa, rimane un frammento di bastioni lungo la strada accanto alla chiesa di Materdomini. Il bassorilievo prezioso della Madonna col Bambino è stato conservato dentro la chiesa principale del quartiere. Il tratto murario, con alcune torrette cilindriche semi-inglobate nelle abitazioni, è ben riconoscibile lungo la circonvallazione di via delle Terme Romane e viale Papa Giovanni XXIII, con un piccolo accesso, da cui è possibile arrivare a Largo Cremonese, e da qui al centro storico. La circonvallazione delle case-mura, con lo svettante cupolone di San Francesco al Corso in posizione dominante, prosegue sino allo spiazzo di piazza Matteotti.